# Élections municipales de 2014 dans les Yvelines
Les élections municipales dans les Yvelines se sont déroulées les 23 et 30 mars 2014.

## Résultats dans les communes de plus de5 000 habitants
Le scrutin est marqué par des changements notoires. Le PCF perd Achères, le PS Bois-d’Arcy, Les Essarts-le-Roi, Meulan-en-Yvelines, Poissy, Rosny-sur-Seine et Vernouillet. Autres défaites à noter pour la gauche : Carrières-sous-Poissy, Conflans-Sainte-Honorine, Maurepas. Majoritaire dans le département, la droite gagne Fontenay-le-Fleury. Les centristes remportent Noisy-le-Roi et se maintiennent à Louveciennes et Montigny-le-Bretonneux. Le Front National remporte Mantes-la-Ville face à la maire socialiste sortante. La réélection du maire de Louveciennes sera plus tard annulée. Une élection partielle verra la victoire du candidat UMP en 2015.
| Commune                   | Population | Maire sortant               | Parti | Parti | Maire élu                 | Parti | Parti |
| ------------------------- | ---------- | --------------------------- | ----- | ----- | ------------------------- | ----- | ----- |
| Achères                   | 19 606     | Alain Outreman              |       | PCF   | Marc Honoré               |       | DVD   |
| Andrésy                   | 11 980     | Hugues Ribault              |       | UMP   | Hugues Ribault            |       | UMP   |
| Aubergenville             | 11 867     | François Bony               |       | UMP   | Sophie Primas             |       | UMP   |
| Beynes                    | 7 676      | Alain Bricault              |       | DVD   | Alain Bricault            |       | DVD   |
| Bois-d'Arcy               | 13 788     | Claude Vuilliet             |       | PS    | Philippe Benassaya        |       | UMP   |
| Bougival                  | 8 472      | Luc Wattelle                |       | UMP   | Luc Wattelle              |       | UMP   |
| Buc                       | 5 245      | Jean-Marc Le Rudulier       |       | UMP   | Jean-Marc Le Rudulier     |       | UMP   |
| Carrières-sous-Poissy     | 15 453     | Eddie Aït                   |       | PRG   | Christophe Delrieu        |       | DVD   |
| Carrières-sur-Seine       | 15 441     | Arnaud de Bourrousse        |       | DVD   | Arnaud de Bourrousse      |       | DVD   |
| Chambourcy                | 5 845      | Pierre Morange              |       | UMP   | Pierre Morange            |       | UMP   |
| Chanteloup-les-Vignes     | 9 614      | Catherine Arenou            |       | UMP   | Catherine Arenou          |       | UMP   |
| Chatou                    | 30 281     | Ghislain Fournier           |       | UMP   | Ghislain Fournier         |       | UMP   |
| Chevreuse                 | 5 808      | Claude Génot                |       | UMP   | Claude Génot              |       | UMP   |
| Conflans-Sainte-Honorine  | 35 582     | Philippe Esnol              |       | PRG   | Laurent Brosse            |       | UMP   |
| Croissy-sur-Seine         | 10 060     | Jean-Roger Davin            |       | UMP   | Jean-Roger Davin          |       | UMP   |
| Élancourt                 | 26 389     | Jean-Michel Fourgous        |       | UMP   | Jean-Michel Fourgous      |       | UMP   |
| Épône                     | 6 473      | Gérard Raspaud              |       | DVD   | Guy Muller                |       | DVD   |
| Fontenay-le-Fleury        | 12 981     | Dominique Conort            |       | UDI   | Richard Rivaud            |       | DVD   |
| Gargenville               | 6 811      | Nicole Delpeuch             |       | UMP   | Jean Lemaire              |       | DVD   |
| Guyancourt                | 28 245     | François Deligné            |       | PS    | François Deligné          |       | PS    |
| Houilles                  | 31 952     | Alexandre Joly              |       | DVD   | Alexandre Joly            |       | DVD   |
| Jouars-Pontchartrain      | 5 297      | Marie-Laure Roquelle        |       | DVD   | Hervé Lemoine             |       | DVD   |
| Jouy-en-Josas             | 8 211      | Jacques Bellier             |       | DVD   | Jacques Bellier           |       | DVD   |
| La Celle-Saint-Cloud      | 21 181     | Olivier Delaporte           |       | UMP   | Olivier Delaporte         |       | UMP   |
| La Verrière               | 5 924      | Alain Hajjaj                |       | PCF   | Alain Hajjaj              |       | PCF   |
| Le Chesnay                | 29 226     | Philippe Brillault          |       | UMP   | Philippe Brillault        |       | UMP   |
| Le Mesnil-le-Roi          | 6 408      | Marc Demeure                |       | UMP   | Serge Caseris             |       | UMP   |
| Le Mesnil-Saint-Denis     | 6 611      | Jean Creno                  |       | UMP   | Évelyne Aubert            |       | UMP   |
| Le Pecq                   | 16 675     | Laurence Bernard            |       | UMP   | Laurence Bernard          |       | UMP   |
| Le Perray-en-Yvelines     | 6 669      | Paulette Deschamps          |       | PS    | Paulette Deschamps        |       | PS    |
| Le Vésinet                | 15 929     | Didier Jonemann             |       | DVD   | Bernard Grouchko          |       | DVD   |
| Les Clayes-sous-Bois      | 17 678     | Véronique Cote-Millard      |       | UMP   | Véronique Cote-Millard    |       | UMP   |
| Les Essarts-le-Roi        | 6 298      | Jacques Bouchet             |       | PS    | Raymond Pommet            |       | DVD   |
| Les Mureaux               | 30 739     | François Garay              |       | DVG   | François Garay            |       | DVG   |
| Limay                     | 16 304     | Éric Roulot                 |       | PCF   | Éric Roulot               |       | PCF   |
| Louveciennes              | 7 186      | André Vanhollebeke          |       | UDI   | Election annulée          |       |       |
| Magnanville               | 5 904      | André Sylvestre             |       | PS    | Michel Lebouc             |       | PCF   |
| Magny-les-Hameaux         | 9 100      | Bertrand Houillon           |       | PS    | Bertrand Houillon         |       | PS    |
| Maisons-Laffitte          | 23 125     | Jacques Myard               |       | UMP   | Jacques Myard             |       | UMP   |
| Mantes-la-Jolie           | 42 727     | Michel Vialay               |       | UMP   | Michel Vialay             |       | UMP   |
| Mantes-la-Ville           | 19 839     | Monique Brochot             |       | PS    | Cyril Nauth               |       | FN    |
| Marly-le-Roi              | 16 645     | Jean-Yves Perrot            |       | UMP   | Jean-Yves Perrot          |       | UMP   |
| Maule                     | 5 764      | Laurent Richard             |       | UMP   | Laurent Richard           |       | UMP   |
| Maurepas                  | 18 928     | Georges Mougeot             |       | DVG   | Grégory Garestier         |       | DVD   |
| Meulan-en-Yvelines        | 8 921      | Guy Poirier                 |       | PS    | Cécile Zammit-Popescu     |       | DVD   |
| Montesson                 | 15 270     | Jean-François Bel           |       | UMP   | Jean-François Bel         |       | UMP   |
| Montigny-le-Bretonneux    | 33 567     | Michel Laugier              |       | MoDem | Michel Laugier            |       | MoDem |
| Noisy-le-Roi              | 7 765      | Michel Colin                |       | UMP   | Marc Tourelle             |       | UDI   |
| Orgeval                   | 5 919      | Yannick Tasset              |       | UMP   | Yannick Tasset            |       | UMP   |
| Plaisir                   | 31 074     | Joséphine Kollmannsberger   |       | UMP   | Joséphine Kollmannsberger |       | UMP   |
| Poissy                    | 37 662     | Frédérik Bernard            |       | PS    | Karl Olive                |       | UMP   |
| Rambouillet               | 25 860     | Gérard Larcher              |       | UMP   | Marc Robert               |       | UMP   |
| Rosny-sur-Seine           | 5 614      | Valérie Gargani             |       | PS    | Michel Guillamaud         |       | DVD   |
| Saint-Arnoult-en-Yvelines | 6 154      | Jean-Claude Husson          |       | PS    | Jean-Claude Husson        |       | PS    |
| Saint-Cyr-l'École         | 17 655     | Bernard Debain              |       | UMP   | Bernard Debain            |       | UMP   |
| Saint-Germain-en-Laye     | 40 653     | Emmanuel Lamy               |       | UMP   | Emmanuel Lamy             |       | UMP   |
| Saint-Nom-la-Bretèche     | 5 164      | Manuelle Wajsblat           |       | UMP   | Gilles Studnia            |       | DVD   |
| Saint-Rémy-lès-Chevreuse  | 7 826      | Guy Sautière                |       | UMP   | Agathe Becker             |       | DVD   |
| Sartrouville              | 51 431     | Pierre Fond                 |       | UMP   | Pierre Fond               |       | UMP   |
| Trappes                   | 29 563     | Guy Malandain               |       | PS    | Guy Malandain             |       | PS    |
| Triel-sur-Seine           | 11 549     | Joël Mancel                 |       | UMP   | Joël Mancel               |       | UMP   |
| Vélizy-Villacoublay       | 20 711     | Joël Loison                 |       | UMP   | Pascal Thevenot           |       | UMP   |
| Verneuil-sur-Seine        | 15 466     | Philippe Tautou             |       | UMP   | Philippe Tautou           |       | UMP   |
| Vernouillet               | 9 401      | Marie-Hélène Lopez-Jollivet |       | PS    | Pascal Collado            |       | DVD   |
| Versailles                | 86 307     | François de Mazières        |       | DVD   | François de Mazières      |       | DVD   |
| Villennes-sur-Seine       | 5 103      | François Gourdon            |       | UMP   | Michel Pons               |       | DVD   |
| Villepreux                | 9 888      | Stéphane Mirambeau          |       | SE    | Stéphane Mirambeau        |       | SE    |
| Viroflay                  | 15 723     | Olivier Lebrun              |       | UMP   | Olivier Lebrun            |       | UMP   |
| Voisins-le-Bretonneux     | 11 631     | Alexis Biette               |       | UMP   | Alexandra Rosetti         |       | DVD   |

### Achères
- Maire sortant : Alain Outreman (PCF)
- 33 sièges à pourvoir au conseil municipal (population légale 2011 : 19 606 habitants)
- 9 sièges à pourvoir au conseil communautaire (CU Grand Paris Seine et Oise)

| Tête de liste            | Tête de liste    | Liste          | Premier tour | Premier tour | Second tour | Second tour | Sièges | Sièges |
| Tête de liste            | Tête de liste    | Liste          | Voix         | %            | Voix        | %           | CM     | CC     |
| ------------------------ | ---------------- | -------------- | ------------ | ------------ | ----------- | ----------- | ------ | ------ |
|                          | Alain Outreman * | PCF            | 3 141        | 44,66        | 3 750       | 47,67       | 8      | 2      |
|                          | Marc Honoré      | DVD            | 2 857        | 40,62        | 4 115       | 52,32       | 25     | 7      |
|                          | Assia Autret     | DVD            | 1 035        | 14,71        |             |             |        |        |
|                          |                  |                |              |              |             |             |        |        |
| Inscrits                 | Inscrits         | Inscrits       | 13 289       | 100,00       | 13 289      | 100,00      |        |        |
| Abstentions              | Abstentions      | Abstentions    | 5 892        | 44,34        | 5 156       | 38,80       |        |        |
| Votants                  | Votants          | Votants        | 7 397        | 55,66        | 8 133       | 61,20       |        |        |
| Blancs et nuls           | Blancs et nuls   | Blancs et nuls | 364          | 4,92         | 268         | 3,30        |        |        |
| Exprimés                 | Exprimés         | Exprimés       | 7 033        | 95,08        | 7 865       | 96,70       |        |        |
| * Liste du maire sortant |                  |                |              |              |             |             |        |        |

### Andrésy
- Maire sortant : Hugues Ribault (UMP)
- 33 sièges à pourvoir au conseil municipal (population légale 2011 : 11 980 habitants)
- 5 sièges à pourvoir au conseil communautaire (CU Grand Paris Seine et Oise)

| Tête de liste            | Tête de liste    | Liste          | Premier tour | Premier tour | Second tour | Second tour | Sièges | Sièges |
| Tête de liste            | Tête de liste    | Liste          | Voix         | %            | Voix        | %           | CM     | CC     |
| ------------------------ | ---------------- | -------------- | ------------ | ------------ | ----------- | ----------- | ------ | ------ |
|                          | Hugues Ribault * | DVD            | 1 811        | 33,56        | 2 088       | 37,20       | 23     | 4      |
|                          | Virginie Muneret | UMP-UDI        | 1 713        | 31,74        | 1 934       | 34,46       | 6      | 1      |
|                          | Lionel Wastl     | DVG            | 1 013        | 18,77        | 1 590       | 28,33       | 4      |        |
|                          | Philippe Laville | DVG            | 859          | 15,91        |             |             |        |        |
|                          |                  |                |              |              |             |             |        |        |
| Inscrits                 | Inscrits         | Inscrits       | 9 330        | 100,00       | 9 330       | 100,00      |        |        |
| Abstentions              | Abstentions      | Abstentions    | 3 787        | 40,59        | 3 583       | 38,40       |        |        |
| Votants                  | Votants          | Votants        | 5 543        | 59,41        | 5 747       | 61,60       |        |        |
| Blancs et nuls           | Blancs et nuls   | Blancs et nuls | 147          | 2,65         | 135         | 2,35        |        |        |
| Exprimés                 | Exprimés         | Exprimés       | 5 396        | 97,35        | 5 612       | 97,65       |        |        |
| * Liste du maire sortant |                  |                |              |              |             |             |        |        |

### Aubergenville
- Maire sortant : François Bony (UMP)
- 33 sièges à pourvoir au conseil municipal (population légale 2011 : 11 867 habitants)
- 13 sièges à pourvoir au conseil communautaire (CU Grand Paris Seine et Oise)

|                | Sophie Primas    | UMP-UDI        | 2 953 | 80,22  | 30 | 13 |  |  |
|                | Mohamed Zerkoun  | PS-PCF-EELV    | 472   | 12,82  | 2  |    |  |  |
|                | Philippe Gommard | LO             | 256   | 6,95   | 1  |    |  |  |
|                |                  |                |       |        |    |    |  |  |
| Inscrits       | Inscrits         | Inscrits       | 7 000 | 100,00 |    |    |  |  |
| Abstentions    | Abstentions      | Abstentions    | 3 148 | 44,97  |    |    |  |  |
| Votants        | Votants          | Votants        | 3 852 | 55,03  |    |    |  |  |
| Blancs et nuls | Blancs et nuls   | Blancs et nuls | 171   | 4,44   |    |    |  |  |
| Exprimés       | Exprimés         | Exprimés       | 3 681 | 95,56  |    |    |  |  |

### Beynes
- Maire sortant : Alain Bricault (DVD)
- 29 sièges à pourvoir au conseil municipal (population légale 2011 : 7 676 habitants)
- 10 sièges à pourvoir au conseil communautaire (CC Cœur d'Yvelines)

| Tête de liste            | Tête de liste    | Liste          | Premier tour | Premier tour | Second tour | Second tour | Sièges | Sièges |
| Tête de liste            | Tête de liste    | Liste          | Voix         | %            | Voix        | %           | CM     | CC     |
| ------------------------ | ---------------- | -------------- | ------------ | ------------ | ----------- | ----------- | ------ | ------ |
|                          | Alain Bricault * | DVD            | 1 221        | 33,78        | 1 365       | 37,10       | 20     | 7      |
|                          | Yves Revel       | SE             | 999          | 27,64        | 1 320       | 35,87       | 5      | 2      |
|                          | Joël Balayet     | DVD            | 842          | 23,29        | 994         | 27,01       | 4      | 1      |
|                          | Rémi Bourgeolet  | PS             | 552          | 15,27        |             |             |        |        |
|                          |                  |                |              |              |             |             |        |        |
| Inscrits                 | Inscrits         | Inscrits       | 5 925        | 100,00       | 5 925       | 100,00      |        |        |
| Abstentions              | Abstentions      | Abstentions    | 2 212        | 37,33        | 2 153       | 36,34       |        |        |
| Votants                  | Votants          | Votants        | 3 713        | 62,67        | 3 772       | 63,66       |        |        |
| Blancs et nuls           | Blancs et nuls   | Blancs et nuls | 99           | 2,67         | 93          | 2,47        |        |        |
| Exprimés                 | Exprimés         | Exprimés       | 3 614        | 97,33        | 3 679       | 97,53       |        |        |
| * Liste du maire sortant |                  |                |              |              |             |             |        |        |

### Bois-d'Arcy
- Maire sortant : Claude Vuilliet (PS)
- 33 sièges à pourvoir au conseil municipal (population légale 2011 : 13 788 habitants)
- 3 sièges à pourvoir au conseil communautaire (CA Versailles Grand Parc)

|                          | Philippe Benassaya | UMP-UDI        | 3 138 | 57,43  | 26 | 2 |  |  |
|                          | Claude Vuilliet *  | DVG            | 2 326 | 42,56  | 7  | 1 |  |  |
|                          |                    |                |       |        |    |   |  |  |
| Inscrits                 | Inscrits           | Inscrits       | 8 879 | 100,00 |    |   |  |  |
| Abstentions              | Abstentions        | Abstentions    | 3 234 | 36,42  |    |   |  |  |
| Votants                  | Votants            | Votants        | 5 645 | 63,58  |    |   |  |  |
| Blancs et nuls           | Blancs et nuls     | Blancs et nuls | 181   | 3,21   |    |   |  |  |
| Exprimés                 | Exprimés           | Exprimés       | 5 464 | 96,79  |    |   |  |  |
| * Liste du maire sortant |                    |                |       |        |    |   |  |  |

### Bougival
- Maire sortant : Luc Wattelle (UMP)
- 29 sièges à pourvoir au conseil municipal (population légale 2011 : 8 472 habitants)
- 2 sièges à pourvoir au conseil communautaire (CA Versailles Grand Parc)

| Tête de liste            | Tête de liste      | Liste          | Premier tour | Premier tour | Second tour | Second tour | Sièges | Sièges |
| Tête de liste            | Tête de liste      | Liste          | Voix         | %            | Voix        | %           | CM     | CC     |
| ------------------------ | ------------------ | -------------- | ------------ | ------------ | ----------- | ----------- | ------ | ------ |
|                          | Luc Wattelle *     | DVD            | 1 326        | 42,20        | 1 571       | 52,84       | 23     | 2      |
|                          | René Cartalas      | DVD            | 721          | 22,94        | 780         | 26,23       | 3      |        |
|                          | Laurent Brugeilles | DVG            | 647          | 20,59        | 622         | 20,92       | 3      |        |
|                          | Xavier Du Chalard  | FN             | 244          | 7,76         |             |             |        |        |
|                          | Sébastien Verdys   | SE             | 204          | 6,49         |             |             |        |        |
|                          |                    |                |              |              |             |             |        |        |
| Inscrits                 | Inscrits           | Inscrits       | 6 155        | 100,00       | 6 155       | 100,00      |        |        |
| Abstentions              | Abstentions        | Abstentions    | 2 955        | 48,01        | 3 099       | 50,35       |        |        |
| Votants                  | Votants            | Votants        | 3 200        | 51,99        | 3 056       | 49,65       |        |        |
| Blancs et nuls           | Blancs et nuls     | Blancs et nuls | 58           | 1,81         | 83          | 2,72        |        |        |
| Exprimés                 | Exprimés           | Exprimés       | 3 142        | 98,19        | 2 973       | 97,28       |        |        |
| * Liste du maire sortant |                    |                |              |              |             |             |        |        |

### Buc
- Maire sortant : Jean-Marc Le Rudulier (UMP)
- 29 sièges à pourvoir au conseil municipal (population légale 2011 : 5 245 habitants)
- 2 sièges à pourvoir au conseil communautaire (CA Versailles Grand Parc)

|                | Jean-Marc Le Rudulier | UMP-UDI        | 1 347 | 52,22  | 22 | 2 |  |  |
|                | Jean-Marie Danjou     | SE             | 861   | 33,38  | 5  |   |  |  |
|                | Philippe Saury        | DVD            | 371   | 14,38  | 2  |   |  |  |
|                |                       |                |       |        |    |   |  |  |
| Inscrits       | Inscrits              | Inscrits       | 4 331 | 100,00 |    |   |  |  |
| Abstentions    | Abstentions           | Abstentions    | 1 655 | 38,21  |    |   |  |  |
| Votants        | Votants               | Votants        | 2 676 | 61,79  |    |   |  |  |
| Blancs et nuls | Blancs et nuls        | Blancs et nuls | 97    | 3,62   |    |   |  |  |
| Exprimés       | Exprimés              | Exprimés       | 2 579 | 96,38  |    |   |  |  |

### Carrières-sous-Poissy
- Maire sortant : Eddie Aït (PRG)
- 33 sièges à pourvoir au conseil municipal (population légale 2011 : 15 453 habitants)
- 6 sièges à pourvoir au conseil communautaire (CU Grand Paris Seine et Oise)

| Tête de liste  | Tête de liste          | Liste          | Premier tour | Premier tour | Second tour | Second tour | Sièges | Sièges |
| Tête de liste  | Tête de liste          | Liste          | Voix         | %            | Voix        | %           | CM     | CC     |
| -------------- | ---------------------- | -------------- | ------------ | ------------ | ----------- | ----------- | ------ | ------ |
|                | Eddie Ait              | PRG            | 1 835        | 41,33        | 2 125       | 45,11       | 7      | 1      |
|                | Christophe Delrieu     | DVD            | 1 517        | 34,17        | 2 210       | 46,92       | 25     | 5      |
|                | Mireille Bourbon-perez | SE             | 624          | 14,05        |             |             |        |        |
|                | Anthony Effroy         | SE             | 463          | 10,43        | 375         | 7,96        | 1      |        |
|                |                        |                |              |              |             |             |        |        |
| Inscrits       | Inscrits               | Inscrits       | 8 591        | 100,00       | 8 591       | 100,00      |        |        |
| Abstentions    | Abstentions            | Abstentions    | 4 002        | 46,58        | 3 545       | 41,26       |        |        |
| Votants        | Votants                | Votants        | 4 589        | 53,42        | 5 046       | 58,74       |        |        |
| Blancs et nuls | Blancs et nuls         | Blancs et nuls | 150          | 3,27         | 336         | 6,66        |        |        |
| Exprimés       | Exprimés               | Exprimés       | 4 439        | 96,73        | 4 710       | 93,34       |        |        |

### Carrières-sur-Seine
- Maire sortant : Arnaud de Bourrousse (DVD)
- 33 sièges à pourvoir au conseil municipal (population légale 2011 : 15 441 habitants)
- 7 sièges à pourvoir au conseil communautaire (CA Saint Germain Boucles de Seine)

|                | Arnaud De Bourrousse | DVD            | 3 196 | 58,97  | 27 | 6 |  |  |
|                | Bernard Saunier      | UMP-UDI        | 1 255 | 23,15  | 3  | 1 |  |  |
|                | Bertrand Rabany      | DVG            | 968   | 17,86  | 3  |   |  |  |
|                |                      |                |       |        |    |   |  |  |
| Inscrits       | Inscrits             | Inscrits       | 9 299 | 100,00 |    |   |  |  |
| Abstentions    | Abstentions          | Abstentions    | 3 728 | 40,09  |    |   |  |  |
| Votants        | Votants              | Votants        | 5 571 | 59,91  |    |   |  |  |
| Blancs et nuls | Blancs et nuls       | Blancs et nuls | 152   | 2,73   |    |   |  |  |
| Exprimés       | Exprimés             | Exprimés       | 5 419 | 97,27  |    |   |  |  |

### Chambourcy
- Maire sortant : Pierre Morange (UMP)
- 29 sièges à pourvoir au conseil municipal (population légale 2011 : 5 845 habitants)
- 3 sièges à pourvoir au conseil communautaire (CA Saint Germain Boucles de Seine)

|                          | Pierre Morange *  | UMP-UDI        | 1 667 | 67,70  | 25 | 3 |  |  |
|                          | Martine Escabasse | DVD            | 795   | 32,29  | 4  |   |  |  |
|                          |                   |                |       |        |    |   |  |  |
| Inscrits                 | Inscrits          | Inscrits       | 4 262 | 100,00 |    |   |  |  |
| Abstentions              | Abstentions       | Abstentions    | 1 670 | 39,18  |    |   |  |  |
| Votants                  | Votants           | Votants        | 2 592 | 60,82  |    |   |  |  |
| Blancs et nuls           | Blancs et nuls    | Blancs et nuls | 130   | 5,02   |    |   |  |  |
| Exprimés                 | Exprimés          | Exprimés       | 2 462 | 94,98  |    |   |  |  |
| * Liste du maire sortant |                   |                |       |        |    |   |  |  |

### Chanteloup-les-Vignes
- Maire sortant : Catherine Arenou (UMP)
- 29 sièges à pourvoir au conseil municipal (population légale 2011 : 9 614 habitants)
- 5 sièges à pourvoir au conseil communautaire (CU Grand Paris Seine et Oise)

|                          | Catherine Arenou * | DVD            | 1 662 | 59,23  | 24 | 4 |  |  |
|                          | Youssef Abdelbahri | DVG            | 1 055 | 37,59  | 5  | 1 |  |  |
|                          | Ercan Ozben        | SE             | 89    | 3,17   |    |   |  |  |
|                          |                    |                |       |        |    |   |  |  |
| Inscrits                 | Inscrits           | Inscrits       | 5 259 | 100,00 |    |   |  |  |
| Abstentions              | Abstentions        | Abstentions    | 2 327 | 44,25  |    |   |  |  |
| Votants                  | Votants            | Votants        | 2 932 | 55,75  |    |   |  |  |
| Blancs et nuls           | Blancs et nuls     | Blancs et nuls | 126   | 4,30   |    |   |  |  |
| Exprimés                 | Exprimés           | Exprimés       | 2 806 | 95,70  |    |   |  |  |
| * Liste du maire sortant |                    |                |       |        |    |   |  |  |

### Chatou
- Maire sortant : Ghislain Fournier (UMP)
- 39 sièges à pourvoir au conseil municipal (population légale 2011 : 30 281 habitants)
- 10 sièges à pourvoir au conseil communautaire (CA Saint Germain Boucles de Seine)

|                          | Ghislain Fournier *  | UMP-UDI        | 6 085  | 56,92  | 31 | 8 |  |  |
|                          | Emmanuel Loevenbruck | DVD            | 1 642  | 15,36  | 3  | 1 |  |  |
|                          | Pierre Grison        | PS-PCF-EELV    | 1 588  | 14,85  | 3  | 1 |  |  |
|                          | Pierre Arrivetz      | DVD            | 1 375  | 12,86  | 2  |   |  |  |
|                          |                      |                |        |        |    |   |  |  |
| Inscrits                 | Inscrits             | Inscrits       | 20 537 | 100,00 |    |   |  |  |
| Abstentions              | Abstentions          | Abstentions    | 9 516  | 46,34  |    |   |  |  |
| Votants                  | Votants              | Votants        | 11 021 | 53,66  |    |   |  |  |
| Blancs et nuls           | Blancs et nuls       | Blancs et nuls | 331    | 3,00   |    |   |  |  |
| Exprimés                 | Exprimés             | Exprimés       | 10 690 | 97,00  |    |   |  |  |
| * Liste du maire sortant |                      |                |        |        |    |   |  |  |

### Chevreuse
- Maire sortant : Claude Génot (UMP)
- 29 sièges à pourvoir au conseil municipal (population légale 2011 : 5 808 habitants)
- 6 sièges à pourvoir au conseil communautaire (CC de la Haute Vallée de Chevreuse)

| Tête de liste  | Tête de liste      | Liste          | Premier tour | Premier tour | Second tour | Second tour | Sièges | Sièges |
| Tête de liste  | Tête de liste      | Liste          | Voix         | %            | Voix        | %           | CM     | CC     |
| -------------- | ------------------ | -------------- | ------------ | ------------ | ----------- | ----------- | ------ | ------ |
|                | Claude Genot       | UMP-UDI        | 1 264        | 49,06        | 1 257       | 48,53       | 22     | 5      |
|                | Sébastien Cattaneo | DVD            | 796          | 30,90        | 836         | 32,27       | 5      | 1      |
|                | Didier Lebrun      | DVG            | 516          | 20,03        | 497         | 19,18       | 2      |        |
|                |                    |                |              |              |             |             |        |        |
| Inscrits       | Inscrits           | Inscrits       | 4 236        | 100,00       | 4 235       | 100,00      |        |        |
| Abstentions    | Abstentions        | Abstentions    | 1 600        | 37,77        | 1 601       | 37,80       |        |        |
| Votants        | Votants            | Votants        | 2 636        | 62,23        | 2 634       | 62,20       |        |        |
| Blancs et nuls | Blancs et nuls     | Blancs et nuls | 60           | 2,28         | 44          | 1,67        |        |        |
| Exprimés       | Exprimés           | Exprimés       | 2 576        | 97,72        | 2 590       | 98,33       |        |        |

### Conflans-Sainte-Honorine
- Maire sortant : Philippe Esnol (PRG)
- 39 sièges à pourvoir au conseil municipal (population légale 2011 : 35 582 habitants)
- 16 sièges à pourvoir au conseil communautaire (CU Grand Paris Seine et Oise)

| Tête de liste  | Tête de liste  | Liste          | Premier tour | Premier tour | Second tour | Second tour | Sièges | Sièges |
| Tête de liste  | Tête de liste  | Liste          | Voix         | %            | Voix        | %           | CM     | CC     |
| -------------- | -------------- | -------------- | ------------ | ------------ | ----------- | ----------- | ------ | ------ |
|                | Laurent Brosse | UMP-UDI        | 4 002        | 29,93        | 5 967       | 40,47       | 28     | 12     |
|                | Fanny Ervera   | PS             | 3 625        | 27,11        | 4 872       | 33,05       | 6      | 3      |
|                | Gaël Callonnec | EELV           | 3 085        | 23,07        | 2 453       | 16,64       | 3      | 1      |
|                | Didier Guerche | FN             | 2 271        | 16,98        | 1 449       | 9,82        | 2      |        |
|                | Ali Kaya       | LO             | 388          | 2,90         |             |             |        |        |
|                |                |                |              |              |             |             |        |        |
| Inscrits       | Inscrits       | Inscrits       | 24 429       | 100,00       | 24 428      | 100,00      |        |        |
| Abstentions    | Abstentions    | Abstentions    | 10 657       | 43,62        | 9 363       | 38,33       |        |        |
| Votants        | Votants        | Votants        | 13 772       | 56,38        | 15 065      | 61,67       |        |        |
| Blancs et nuls | Blancs et nuls | Blancs et nuls | 401          | 2,91         | 324         | 2,15        |        |        |
| Exprimés       | Exprimés       | Exprimés       | 13 371       | 97,09        | 14 741      | 97,85       |        |        |

### Croissy-sur-Seine
- Maire sortant : Jean-Roger Davin (UMP)
- 33 sièges à pourvoir au conseil municipal (population légale 2011 : 10 060 habitants)
- 5 sièges à pourvoir au conseil communautaire (CA Saint Germain Boucles de Seine)

|                | Jean Roger Davin | DVD            | 2 974 | 77,46  | 30 | 5 |  |  |
|                | Dominique Boisde | PS-PCF-EELV    | 865   | 22,53  | 3  |   |  |  |
|                |                  |                |       |        |    |   |  |  |
| Inscrits       | Inscrits         | Inscrits       | 7 562 | 100,00 |    |   |  |  |
| Abstentions    | Abstentions      | Abstentions    | 3 459 | 45,74  |    |   |  |  |
| Votants        | Votants          | Votants        | 4 103 | 54,26  |    |   |  |  |
| Blancs et nuls | Blancs et nuls   | Blancs et nuls | 264   | 6,43   |    |   |  |  |
| Exprimés       | Exprimés         | Exprimés       | 3 839 | 93,57  |    |   |  |  |

### Élancourt
- Maire sortant : Jean-Michel Fourgous (UMP)
- 35 sièges à pourvoir au conseil municipal (population légale 2011 : 26 389 habitants)
- 9 sièges à pourvoir au conseil communautaire (CA Saint-Quentin-en-Yvelines)

|                          | Jean-Michel Fourgous * | UMP-UDI        | 5 573  | 60,19  | 29 | 8 |  |  |
|                          | Michel Besseau         | PS-PCF-EELV    | 2 200  | 23,76  | 4  | 1 |  |  |
|                          | Christian Nicol        | SE             | 793    | 8,56   | 1  |   |  |  |
|                          | Nicolas Boher          | FN             | 693    | 7,48   | 1  |   |  |  |
|                          |                        |                |        |        |    |   |  |  |
| Inscrits                 | Inscrits               | Inscrits       | 17 305 | 100,00 |    |   |  |  |
| Abstentions              | Abstentions            | Abstentions    | 7 768  | 44,89  |    |   |  |  |
| Votants                  | Votants                | Votants        | 9 537  | 55,11  |    |   |  |  |
| Blancs et nuls           | Blancs et nuls         | Blancs et nuls | 278    | 2,91   |    |   |  |  |
| Exprimés                 | Exprimés               | Exprimés       | 9 259  | 97,09  |    |   |  |  |
| * Liste du maire sortant |                        |                |        |        |    |   |  |  |

### Épône
- Maire sortant : Gérard Raspaud (DVD)
- 29 sièges à pourvoir au conseil municipal (population légale 2011 : 6 473 habitants)
- 4 sièges à pourvoir au conseil communautaire (CU Grand Paris Seine et Oise)

| Tête de liste  | Tête de liste         | Liste          | Premier tour | Premier tour | Second tour | Second tour | Sièges | Sièges |
| Tête de liste  | Tête de liste         | Liste          | Voix         | %            | Voix        | %           | CM     | CC     |
| -------------- | --------------------- | -------------- | ------------ | ------------ | ----------- | ----------- | ------ | ------ |
|                | Guy Muller            | DVD            | 698          | 27,02        | 1 262       | 47,10       | 22     | 3      |
|                | Philippe De Laulanie  | SE             | 643          | 24,89        | 793         | 29,60       | 4      | 1      |
|                | Pascal Lazerand       | DVD            | 468          | 18,11        |             |             |        |        |
|                | Dominique Francesconi | PS-PCF-EELV    | 400          | 15,48        | 331         | 12,35       | 2      |        |
|                | Alexandre Delport     | FN             | 374          | 14,47        | 293         | 10,93       | 1      |        |
|                |                       |                |              |              |             |             |        |        |
| Inscrits       | Inscrits              | Inscrits       | 4 291        | 100,00       | 4 291       | 100,00      |        |        |
| Abstentions    | Abstentions           | Abstentions    | 1 631        | 38,01        | 1 545       | 36,01       |        |        |
| Votants        | Votants               | Votants        | 2 660        | 61,99        | 2 746       | 63,99       |        |        |
| Blancs et nuls | Blancs et nuls        | Blancs et nuls | 77           | 2,89         | 67          | 2,44        |        |        |
| Exprimés       | Exprimés              | Exprimés       | 2 583        | 97,11        | 2 679       | 97,56       |        |        |

### Fontenay-le-Fleury
- Maire sortant : Dominique Conort (UMP)
- 33 sièges à pourvoir au conseil municipal (population légale 2011 : 12 981 habitants)
- 3 sièges à pourvoir au conseil communautaire (CA Versailles Grand Parc)

| Tête de liste            | Tête de liste      | Liste          | Premier tour | Premier tour | Second tour | Second tour | Sièges | Sièges |
| Tête de liste            | Tête de liste      | Liste          | Voix         | %            | Voix        | %           | CM     | CC     |
| ------------------------ | ------------------ | -------------- | ------------ | ------------ | ----------- | ----------- | ------ | ------ |
|                          | Richard Rivaud     | DVD            | 1 854        | 36,98        | 2 228       | 43,10       | 24     | 2      |
|                          | Dominique Conort * | UDI-UMP        | 1 594        | 31,79        | 1 718       | 33,23       | 5      | 1      |
|                          | Éric Maretheu      | DVG            | 995          | 19,84        | 876         | 16,94       | 3      |        |
|                          | Emmanuel Tetu      | SE             | 570          | 11,37        | 347         | 6,71        | 1      |        |
|                          |                    |                |              |              |             |             |        |        |
| Inscrits                 | Inscrits           | Inscrits       | 8 447        | 100,00       | 8 444       | 100,00      |        |        |
| Abstentions              | Abstentions        | Abstentions    | 3 276        | 38,78        | 3 190       | 37,78       |        |        |
| Votants                  | Votants            | Votants        | 5 171        | 61,22        | 5 254       | 62,22       |        |        |
| Blancs et nuls           | Blancs et nuls     | Blancs et nuls | 158          | 3,06         | 85          | 1,62        |        |        |
| Exprimés                 | Exprimés           | Exprimés       | 5 013        | 96,94        | 5 169       | 98,38       |        |        |
| * Liste du maire sortant |                    |                |              |              |             |             |        |        |

### Gargenville
- Maire sortant : Nicole Delpeuch (UMP)
- 29 sièges à pourvoir au conseil municipal (population légale 2011 : 6 811 habitants)
- 4 sièges à pourvoir au conseil communautaire (CU Grand Paris Seine et Oise)

| Tête de liste            | Tête de liste        | Liste          | Premier tour | Premier tour | Second tour | Second tour | Sièges | Sièges |
| Tête de liste            | Tête de liste        | Liste          | Voix         | %            | Voix        | %           | CM     | CC     |
| ------------------------ | -------------------- | -------------- | ------------ | ------------ | ----------- | ----------- | ------ | ------ |
|                          | Nicole Delpeuch *    | DVD            | 1 156        | 37,13        | 1 331       | 43,89       | 6      | 1      |
|                          | Jean Lemaire         | DVD            | 940          | 30,19        | 1 701       | 56,10       | 23     | 3      |
|                          | Pierre-Marie Darnaut | DVG            | 794          | 25,50        |             |             |        |        |
|                          | André Haziza         | SE             | 223          | 7,16         |             |             |        |        |
|                          |                      |                |              |              |             |             |        |        |
| Inscrits                 | Inscrits             | Inscrits       | 5 308        | 100,00       | 5 308       | 100,00      |        |        |
| Abstentions              | Abstentions          | Abstentions    | 2 091        | 39,39        | 2 134       | 40,20       |        |        |
| Votants                  | Votants              | Votants        | 3 217        | 60,61        | 3 174       | 59,80       |        |        |
| Blancs et nuls           | Blancs et nuls       | Blancs et nuls | 104          | 3,23         | 142         | 4,47        |        |        |
| Exprimés                 | Exprimés             | Exprimés       | 3 113        | 96,77        | 3 032       | 95,53       |        |        |
| * Liste du maire sortant |                      |                |              |              |             |             |        |        |

### Guyancourt
- Maire sortant : François Deligné (PS)
- 35 sièges à pourvoir au conseil municipal (population légale 2011 : 28 245 habitants)
- 9 sièges à pourvoir au conseil communautaire (CA Saint-Quentin-en-Yvelines)

|                | François Deligne | PS-PCF-EELV    | 5 949  | 67,74  | 30 | 8 |  |  |
|                | Ladislas Skura   | DVD            | 2 833  | 32,25  | 5  | 1 |  |  |
|                |                  |                |        |        |    |   |  |  |
| Inscrits       | Inscrits         | Inscrits       | 17 922 | 100,00 |    |   |  |  |
| Abstentions    | Abstentions      | Abstentions    | 8 728  | 48,70  |    |   |  |  |
| Votants        | Votants          | Votants        | 9 194  | 51,30  |    |   |  |  |
| Blancs et nuls | Blancs et nuls   | Blancs et nuls | 412    | 4,48   |    |   |  |  |
| Exprimés       | Exprimés         | Exprimés       | 8 782  | 95,52  |    |   |  |  |

### Houilles
- Maire sortant : Alexandre Joly (DVD)
- 39 sièges à pourvoir au conseil municipal (population légale 2011 : 31 952 habitants)
- 11 sièges à pourvoir au conseil communautaire (CA Saint Germain Boucles de Seine)

| Tête de liste            | Tête de liste          | Liste          | Premier tour | Premier tour | Second tour | Second tour | Sièges | Sièges |
| Tête de liste            | Tête de liste          | Liste          | Voix         | %            | Voix        | %           | CM     | CC     |
| ------------------------ | ---------------------- | -------------- | ------------ | ------------ | ----------- | ----------- | ------ | ------ |
|                          | Alexandre Joly *       | DVD            | 5 185        | 43,68        | 7 107       | 66,38       | 33     | 9      |
|                          | Florian Boheme         | PS             | 2 235        | 18,83        | 3 599       | 33,61       | 6      | 2      |
|                          | André Roulleaux Dugage | DVD            | 1 179        | 9,93         |             |             |        |        |
|                          | Mathilde Androuët      | FN             | 1 117        | 9,41         |             |             |        |        |
|                          | Bruno Comby            | DVD            | 955          | 8,04         |             |             |        |        |
|                          | Claude Boivin          | FG             | 808          | 6,80         |             |             |        |        |
|                          | Jean-Pierre Bastide    | EELV           | 389          | 3,27         |             |             |        |        |
|                          |                        |                |              |              |             |             |        |        |
| Inscrits                 | Inscrits               | Inscrits       | 21 353       | 100,00       | 21 353      | 100,00      |        |        |
| Abstentions              | Abstentions            | Abstentions    | 9 281        | 43,46        | 10 086      | 47,23       |        |        |
| Votants                  | Votants                | Votants        | 12 072       | 56,54        | 11 267      | 52,77       |        |        |
| Blancs et nuls           | Blancs et nuls         | Blancs et nuls | 204          | 1,69         | 561         | 4,98        |        |        |
| Exprimés                 | Exprimés               | Exprimés       | 11 868       | 98,31        | 10 706      | 95,02       |        |        |
| * Liste du maire sortant |                        |                |              |              |             |             |        |        |

### Jouars-Pontchartrain
- Maire sortant : Marie-Laure Roquelle (DVD)
- 29 sièges à pourvoir au conseil municipal (population légale 2011 : 5 297 habitants)
- 7 sièges à pourvoir au conseil communautaire (CC Cœur d'Yvelines)

| Tête de liste            | Tête de liste          | Liste          | Premier tour | Premier tour | Second tour | Second tour | Sièges | Sièges |
| Tête de liste            | Tête de liste          | Liste          | Voix         | %            | Voix        | %           | CM     | CC     |
| ------------------------ | ---------------------- | -------------- | ------------ | ------------ | ----------- | ----------- | ------ | ------ |
|                          | Hervé Lemoine          | DVD            | 1 110        | 46,95        | 1 179       | 50,17       | 22     | 6      |
|                          | Jacques Arnoux         | DVD            | 650          | 27,49        | 625         | 26,59       | 4      | 1      |
|                          | Marie-Laure Roquelle * | DVD            | 604          | 25,54        | 546         | 23,23       | 3      |        |
|                          |                        |                |              |              |             |             |        |        |
| Inscrits                 | Inscrits               | Inscrits       | 3 869        | 100,00       | 3 869       | 100,00      |        |        |
| Abstentions              | Abstentions            | Abstentions    | 1 432        | 37,01        | 1 462       | 37,79       |        |        |
| Votants                  | Votants                | Votants        | 2 437        | 62,99        | 2 407       | 62,21       |        |        |
| Blancs et nuls           | Blancs et nuls         | Blancs et nuls | 73           | 3,00         | 57          | 2,37        |        |        |
| Exprimés                 | Exprimés               | Exprimés       | 2 364        | 97,00        | 2 350       | 97,63       |        |        |
| * Liste du maire sortant |                        |                |              |              |             |             |        |        |

### Jouy-en-Josas
- Maire sortant : Jacques Bellier (DVD)
- 29 sièges à pourvoir au conseil municipal (population légale 2011 : 8 211 habitants)
- 2 sièges à pourvoir au conseil communautaire (CA Versailles Grand Parc)

|                          | Jacques Bellier * | DVD            | 2 035 | 65,03  | 24 | 2 |  |  |
|                          | Flavien Bazenet   | UDI            | 1 094 | 34,96  | 5  |   |  |  |
|                          |                   |                |       |        |    |   |  |  |
| Inscrits                 | Inscrits          | Inscrits       | 5 138 | 100,00 |    |   |  |  |
| Abstentions              | Abstentions       | Abstentions    | 1 868 | 36,36  |    |   |  |  |
| Votants                  | Votants           | Votants        | 3 270 | 63,64  |    |   |  |  |
| Blancs et nuls           | Blancs et nuls    | Blancs et nuls | 141   | 4,31   |    |   |  |  |
| Exprimés                 | Exprimés          | Exprimés       | 3 129 | 95,69  |    |   |  |  |
| * Liste du maire sortant |                   |                |       |        |    |   |  |  |

### La Celle-Saint-Cloud
- Maire sortant : Olivier Delaporte (UMP)
- 35 sièges à pourvoir au conseil municipal (population légale 2011 : 21 181 habitants)
- 4 sièges à pourvoir au conseil communautaire (CA Versailles Grand Parc)

|                          | Olivier Delaporte *   | UMP-UDI        | 4 126  | 53,92  | 28 | 4 |  |  |
|                          | Jean-François Baraton | DVD            | 1 503  | 19,64  | 3  |   |  |  |
|                          | Olivier Blanchard     | PS-PCF-PRG     | 1 210  | 15,81  | 2  |   |  |  |
|                          | Stéphane Michel       | DVD            | 812    | 10,61  | 2  |   |  |  |
|                          |                       |                |        |        |    |   |  |  |
| Inscrits                 | Inscrits              | Inscrits       | 15 218 | 100,00 |    |   |  |  |
| Abstentions              | Abstentions           | Abstentions    | 7 377  | 48,48  |    |   |  |  |
| Votants                  | Votants               | Votants        | 7 841  | 51,52  |    |   |  |  |
| Blancs et nuls           | Blancs et nuls        | Blancs et nuls | 190    | 2,42   |    |   |  |  |
| Exprimés                 | Exprimés              | Exprimés       | 7 651  | 97,58  |    |   |  |  |
| * Liste du maire sortant |                       |                |        |        |    |   |  |  |

### La Verrière
- Maire sortant : Alain Hajjaj (PCF)
- 29 sièges à pourvoir au conseil municipal (population légale 2011 : 5 924 habitants)
- 2 sièges à pourvoir au conseil communautaire (CA Saint-Quentin-en-Yvelines)

|                          | Alain Hajjaj *    | FG             | 971   | 59,60  | 23 | 2 |  |  |
|                          | Nicolas Dainville | DVD            | 658   | 40,39  | 6  |   |  |  |
|                          |                   |                |       |        |    |   |  |  |
| Inscrits                 | Inscrits          | Inscrits       | 3 107 | 100,00 |    |   |  |  |
| Abstentions              | Abstentions       | Abstentions    | 1 416 | 45,57  |    |   |  |  |
| Votants                  | Votants           | Votants        | 1 691 | 54,43  |    |   |  |  |
| Blancs et nuls           | Blancs et nuls    | Blancs et nuls | 62    | 3,67   |    |   |  |  |
| Exprimés                 | Exprimés          | Exprimés       | 1 629 | 96,33  |    |   |  |  |
| * Liste du maire sortant |                   |                |       |        |    |   |  |  |

### Le Chesnay
- Maire sortant : Philippe Brillault (UMP)
- 35 sièges à pourvoir au conseil municipal (population légale 2011 : 29 226 habitants)
- 6 sièges à pourvoir au conseil communautaire (CA Versailles Grand Parc)

|                          | Philippe Brillault * | UMP-UDI        | 6 642  | 59,39  | 29 | 6 |  |  |
|                          | Marie Durand-smet    | DVD            | 1 699  | 15,19  | 2  |   |  |  |
|                          | Nicolas Bronard      | DVG            | 1 473  | 13,17  | 2  |   |  |  |
|                          | Patrick Bonnehon     | DVD            | 1 368  | 12,23  | 2  |   |  |  |
|                          |                      |                |        |        |    |   |  |  |
| Inscrits                 | Inscrits             | Inscrits       | 20 901 | 100,00 |    |   |  |  |
| Abstentions              | Abstentions          | Abstentions    | 9 427  | 45,10  |    |   |  |  |
| Votants                  | Votants              | Votants        | 11 474 | 54,90  |    |   |  |  |
| Blancs et nuls           | Blancs et nuls       | Blancs et nuls | 292    | 2,54   |    |   |  |  |
| Exprimés                 | Exprimés             | Exprimés       | 11 182 | 97,46  |    |   |  |  |
| * Liste du maire sortant |                      |                |        |        |    |   |  |  |

### Le Mesnil-le-Roi
- Maire sortant : Marc Demeure (UMP)
- 29 sièges à pourvoir au conseil municipal (population légale 2011 : 6 408 habitants)
- 12 sièges à pourvoir au conseil communautaire ((Communauté de communes Maisons-Mesnil)

|                | Serge Caseris   | UMP-UDI        | 1 804 | 64,35  | 24 | 10 |  |  |
|                | Bruno Delabarre | DVD            | 575   | 20,51  | 3  | 1  |  |  |
|                | Marcel Roche    | DVG            | 424   | 15,12  | 2  | 1  |  |  |
|                |                 |                |       |        |    |    |  |  |
| Inscrits       | Inscrits        | Inscrits       | 4 970 | 100,00 |    |    |  |  |
| Abstentions    | Abstentions     | Abstentions    | 2 070 | 41,65  |    |    |  |  |
| Votants        | Votants         | Votants        | 2 900 | 58,35  |    |    |  |  |
| Blancs et nuls | Blancs et nuls  | Blancs et nuls | 97    | 3,34   |    |    |  |  |
| Exprimés       | Exprimés        | Exprimés       | 2 803 | 96,66  |    |    |  |  |

### Le Mesnil-Saint-Denis
- Maire sortant : Jean Creno (UMP)
- 29 sièges à pourvoir au conseil municipal (population légale 2011 : 6 611 habitants)
- 6 sièges à pourvoir au conseil communautaire (CC de la Haute Vallée de Chevreuse)

| Tête de liste  | Tête de liste       | Liste          | Premier tour | Premier tour | Second tour | Second tour | Sièges | Sièges |
| Tête de liste  | Tête de liste       | Liste          | Voix         | %            | Voix        | %           | CM     | CC     |
| -------------- | ------------------- | -------------- | ------------ | ------------ | ----------- | ----------- | ------ | ------ |
|                | Aimeric D'Annoville | SE             | 1 031        | 31,65        | 1 197       | 35,09       | 5      | 1      |
|                | Évelyne Aubert      | UMP-UDI        | 961          | 29,50        | 1 219       | 35,73       | 20     | 4      |
|                | Quentin About       | DVD            | 917          | 28,15        | 732         | 21,45       | 3      | 1      |
|                | Dominique Dario     | DVG            | 348          | 10,68        | 263         | 7,71        | 1      |        |
|                |                     |                |              |              |             |             |        |        |
| Inscrits       | Inscrits            | Inscrits       | 5 263        | 100,00       | 5 263       | 100,00      |        |        |
| Abstentions    | Abstentions         | Abstentions    | 1 943        | 36,92        | 1 798       | 34,16       |        |        |
| Votants        | Votants             | Votants        | 3 320        | 63,08        | 3 465       | 65,84       |        |        |
| Blancs et nuls | Blancs et nuls      | Blancs et nuls | 63           | 1,90         | 54          | 1,56        |        |        |
| Exprimés       | Exprimés            | Exprimés       | 3 257        | 98,10        | 3 411       | 98,44       |        |        |

### Le Pecq
- Maire sortant : Laurence Bernard (UMP)
- 33 sièges à pourvoir au conseil municipal (population légale 2011 : 16 675 habitants)
- 6 sièges à pourvoir au conseil communautaire (CA Saint Germain Boucles de Seine)

|                          | Laurence Bernard * | UMP-UDI        | 4 275  | 77,19  | 30 | 6 |  |  |
|                          | Michel Stoffel     | PS-PCF-EELV    | 1 263  | 22,80  | 3  |   |  |  |
|                          |                    |                |        |        |    |   |  |  |
| Inscrits                 | Inscrits           | Inscrits       | 11 574 | 100,00 |    |   |  |  |
| Abstentions              | Abstentions        | Abstentions    | 5 812  | 50,22  |    |   |  |  |
| Votants                  | Votants            | Votants        | 5 762  | 49,78  |    |   |  |  |
| Blancs et nuls           | Blancs et nuls     | Blancs et nuls | 224    | 3,89   |    |   |  |  |
| Exprimés                 | Exprimés           | Exprimés       | 5 538  | 96,11  |    |   |  |  |
| * Liste du maire sortant |                    |                |        |        |    |   |  |  |

### Le Perray-en-Yvelines
- Maire sortant : Paulette Deschamps (PS)
- 29 sièges à pourvoir au conseil municipal (population légale 2011 : 6 669 habitants)
- 6 sièges à pourvoir au conseil communautaire (CA Rambouillet Territoires)

|                          | Paulette Deschamps * | PS             | 1 603 | 53,54  | 23 | 5 |  |  |
|                          | Jean-Louis Baron     | DVD            | 854   | 28,52  | 4  | 1 |  |  |
|                          | Guillaume Odry       | SE             | 537   | 17,93  | 2  |   |  |  |
|                          |                      |                |       |        |    |   |  |  |
| Inscrits                 | Inscrits             | Inscrits       | 5 067 | 100,00 |    |   |  |  |
| Abstentions              | Abstentions          | Abstentions    | 1 949 | 38,46  |    |   |  |  |
| Votants                  | Votants              | Votants        | 3 118 | 61,54  |    |   |  |  |
| Blancs et nuls           | Blancs et nuls       | Blancs et nuls | 124   | 3,98   |    |   |  |  |
| Exprimés                 | Exprimés             | Exprimés       | 2 994 | 96,02  |    |   |  |  |
| * Liste du maire sortant |                      |                |       |        |    |   |  |  |

### Le Vésinet
- Maire sortant : Didier Jonemann (DVD)
- 33 sièges à pourvoir au conseil municipal (population légale 2011 : 15 929 habitants)
- 7 sièges à pourvoir au conseil communautaire (CA Saint Germain Boucles de Seine)

| Tête de liste  | Tête de liste               | Liste          | Premier tour | Premier tour | Second tour | Second tour | Sièges | Sièges |
| Tête de liste  | Tête de liste               | Liste          | Voix         | %            | Voix        | %           | CM     | CC     |
| -------------- | --------------------------- | -------------- | ------------ | ------------ | ----------- | ----------- | ------ | ------ |
|                | Bernard Grouchko            | DVD            | 1 837        | 27,87        | 2 458       | 36,94       | 23     | 5      |
|                | Philippe Bastard De Crisnay | DVD            | 1 299        | 19,71        | 1 607       | 24,15       | 4      | 1      |
|                | Stanislas Chesnais          | DVD            | 1 088        | 16,51        | 1 463       | 21,98       | 3      | 1      |
|                | André Michel                | PS-PCF-EELV    | 1 056        | 16,02        | 1 126       | 16,92       | 3      |        |
|                | Thibaut Gripoix             | DVD            | 904          | 13,71        |             |             |        |        |
|                | Josyane Husson              | DVD            | 405          | 6,14         |             |             |        |        |
|                |                             |                |              |              |             |             |        |        |
| Inscrits       | Inscrits                    | Inscrits       | 12 284       | 100,00       | 12 284      | 100,00      |        |        |
| Abstentions    | Abstentions                 | Abstentions    | 5 549        | 45,17        | 5 477       | 44,59       |        |        |
| Votants        | Votants                     | Votants        | 6 735        | 54,83        | 6 807       | 55,41       |        |        |
| Blancs et nuls | Blancs et nuls              | Blancs et nuls | 146          | 2,17         | 153         | 2,25        |        |        |
| Exprimés       | Exprimés                    | Exprimés       | 6 589        | 97,83        | 6 654       | 97,75       |        |        |

### Les Clayes-sous-Bois
- Maire sortant : Véronique Cote-Millard (UMP)
- 33 sièges à pourvoir au conseil municipal (population légale 2011 : 17 678 habitants)
- 9 sièges à pourvoir au conseil communautaire (CA Saint-Quentin-en-Yvelines)

|                | Véronique Cote-Millard  | DVD            | 3 571  | 55,01  | 26 | 8 |  |  |
|                | Jean-Michel Gourdon     | PS-PCF-EELV    | 2 207  | 34,00  | 6  | 1 |  |  |
|                | Claude Deboosere Lepidi | SE             | 453    | 6,97   | 1  |   |  |  |
|                | Olivier Augustin        | LO             | 260    | 4,00   |    |   |  |  |
|                |                         |                |        |        |    |   |  |  |
| Inscrits       | Inscrits                | Inscrits       | 11 492 | 100,00 |    |   |  |  |
| Abstentions    | Abstentions             | Abstentions    | 4 769  | 41,50  |    |   |  |  |
| Votants        | Votants                 | Votants        | 6 723  | 58,50  |    |   |  |  |
| Blancs et nuls | Blancs et nuls          | Blancs et nuls | 232    | 3,45   |    |   |  |  |
| Exprimés       | Exprimés                | Exprimés       | 6 491  | 96,55  |    |   |  |  |

### Les Essarts-le-Roi
- Maire sortant : Jacques Bouchet (PS)
- 29 sièges à pourvoir au conseil municipal (population légale 2011 : 6 298 habitants)
- 6 sièges à pourvoir au conseil communautaire (CA Rambouillet Territoires)

| Tête de liste            | Tête de liste     | Liste          | Premier tour | Premier tour | Second tour | Second tour | Sièges | Sièges |
| Tête de liste            | Tête de liste     | Liste          | Voix         | %            | Voix        | %           | CM     | CC     |
| ------------------------ | ----------------- | -------------- | ------------ | ------------ | ----------- | ----------- | ------ | ------ |
|                          | Raymond Pommet    | DVD            | 1 320        | 44,79        | 1 647       | 53,78       | 23     | 5      |
|                          | Jacques Bouchet * | DVG            | 1 063        | 36,07        | 1 415       | 46,21       | 6      | 1      |
|                          | Ghislaine Charles | DVD            | 564          | 19,13        |             |             |        |        |
|                          |                   |                |              |              |             |             |        |        |
| Inscrits                 | Inscrits          | Inscrits       | 5 098        | 100,00       | 5 098       | 100,00      |        |        |
| Abstentions              | Abstentions       | Abstentions    | 2 044        | 40,09        | 1 943       | 38,11       |        |        |
| Votants                  | Votants           | Votants        | 3 054        | 59,91        | 3 155       | 61,89       |        |        |
| Blancs et nuls           | Blancs et nuls    | Blancs et nuls | 107          | 3,50         | 93          | 2,95        |        |        |
| Exprimés                 | Exprimés          | Exprimés       | 2 947        | 96,50        | 3 062       | 97,05       |        |        |
| * Liste du maire sortant |                   |                |              |              |             |             |        |        |

### Les Mureaux
- Maire sortant : François Garay (DVG)
- 39 sièges à pourvoir au conseil municipal (population légale 2011 : 30 739 habitants)
- 12 sièges à pourvoir au conseil communautaire (CU Grand Paris Seine et Oise)

|                          | François Garay * | DVG            | 3 670  | 56,85  | 32 | 10 |  |  |
|                          | Pierre Chassin   | FN             | 1 291  | 20,00  | 4  | 1  |  |  |
|                          | Mounir Satouri   | EELV           | 887    | 13,74  | 2  | 1  |  |  |
|                          | Jean Delarue     | POI            | 393    | 6,08   | 1  |    |  |  |
|                          | Alain Luguet     | LO             | 214    | 3,31   |    |    |  |  |
|                          |                  |                |        |        |    |    |  |  |
| Inscrits                 | Inscrits         | Inscrits       | 15 775 | 100,00 |    |    |  |  |
| Abstentions              | Abstentions      | Abstentions    | 9 050  | 57,37  |    |    |  |  |
| Votants                  | Votants          | Votants        | 6 725  | 42,63  |    |    |  |  |
| Blancs et nuls           | Blancs et nuls   | Blancs et nuls | 270    | 4,01   |    |    |  |  |
| Exprimés                 | Exprimés         | Exprimés       | 6 455  | 95,99  |    |    |  |  |
| * Liste du maire sortant |                  |                |        |        |    |    |  |  |

### Limay
- Maire sortant : Éric Roulot (PCF)
- 33 sièges à pourvoir au conseil municipal (population légale 2011 : 16 304 habitants)
- 12 sièges à pourvoir au conseil communautaire (CU Grand Paris Seine et Oise)

|                | Éric Roulot           | PCF            | 2 508 | 52,18  | 26 | 9 |  |  |
|                | Pierre-Yves Challande | DVD            | 1 489 | 30,98  | 5  | 2 |  |  |
|                | Tristan Brams         | PS             | 809   | 16,83  | 2  | 1 |  |  |
|                |                       |                |       |        |    |   |  |  |
| Inscrits       | Inscrits              | Inscrits       | 9 730 | 100,00 |    |   |  |  |
| Abstentions    | Abstentions           | Abstentions    | 4 679 | 48,09  |    |   |  |  |
| Votants        | Votants               | Votants        | 5 051 | 51,91  |    |   |  |  |
| Blancs et nuls | Blancs et nuls        | Blancs et nuls | 245   | 4,85   |    |   |  |  |
| Exprimés       | Exprimés              | Exprimés       | 4 806 | 95,15  |    |   |  |  |

### Louveciennes
- Maire sortant : André Vanhollebeke (UDI)
- 29 sièges à pourvoir au conseil municipal (population légale 2011 : 7 186 habitants)
- 3 sièges à pourvoir au conseil communautaire (CA Saint Germain Boucles de Seine)

| Tête de liste            | Tête de liste         | Liste          | Premier tour | Premier tour | Second tour | Second tour | Sièges | Sièges |
| Tête de liste            | Tête de liste         | Liste          | Voix         | %            | Voix        | %           | CM     | CC     |
| ------------------------ | --------------------- | -------------- | ------------ | ------------ | ----------- | ----------- | ------ | ------ |
|                          | André Vanhollebeke *  | DVD            | 1 567        | 46,90        | 1 582       | 45,23       | 6      | 1      |
|                          | Pierre-François Viard | DVD            | 1 374        | 41,12        | 1 597       | 45,66       | 22     | 2      |
|                          | Pascal Lepretre       | PS-EELV-PRG    | 400          | 11,97        | 318         | 9,09        | 1      |        |
|                          |                       |                |              |              |             |             |        |        |
| Inscrits                 | Inscrits              | Inscrits       | 5 414        | 100,00       | 5 416       | 100,00      |        |        |
| Abstentions              | Abstentions           | Abstentions    | 2 025        | 37,40        | 1 883       | 34,77       |        |        |
| Votants                  | Votants               | Votants        | 3 389        | 62,60        | 3 533       | 65,23       |        |        |
| Blancs et nuls           | Blancs et nuls        | Blancs et nuls | 48           | 1,42         | 36          | 1,02        |        |        |
| Exprimés                 | Exprimés              | Exprimés       | 3 341        | 98,58        | 3 497       | 98,98       |        |        |
| * Liste du maire sortant |                       |                |              |              |             |             |        |        |

Le 27 juin 2014, le tribunal administratif de Versailles décide l'annulation des élections municipales de Louveciennes en raison notamment du tract "« Spécial Urbanisme », distribué par la liste « Louveciennes Demain » dans les derniers jours de la campagne.
En l’occurrence, l'annulation se fonde sur les dispositions de l’article 48.2 du code électoral : « Il est interdit à tout candidat de porter à la connaissance du public un élément nouveau de polémique électorale à un moment tel que ses adversaires n’aient pas la possibilité d’y répondre utilement avant la fin de la campagne électorale ».
Le tribunal a retenu dans ses considérants le caractère massif de la distribution du tract (5000 exemplaires commandés), la présence sur le tract d’informations non débattues pendant la campagne (l'annonce d’une perte de 2 à 3 millions d'euros due à l’opération des Plains Champs, l'annonce d’un échec commercial conduisant un promoteur à se retirer), le photo-montage de certains projets de constructions, fantaisistes, de nature donc à « tromper les électeurs juste avant la clôture de la campagne » et rendant « toute réponse utile difficile à mettre en œuvre rapidement ». 
Par un jugement en date du 23 décembre 2014, le Conseil d'État rejette le recours formé par Pierre-François Viard, et confirme par la même « l'annulation des élections municipales de Louveciennes des 23 et 30 mars 2014 ».
Le résultat des secondes élections reste cependant identiques aux premières, avec Pierre-François Viard élu maire jusqu’aux prochaines élections en 2020.

### Magnanville
- Maire sortant : André Sylvestre (PS)
- 29 sièges à pourvoir au conseil municipal (population légale 2011 : 5 904 habitants)
- 4 sièges à pourvoir au conseil communautaire (CU Grand Paris Seine et Oise)

|                | Michel Lebouc   | PCF            | 1 424 | 66,04  | 24 | 3 |  |  |
|                | Emmanuel Collin | PS             | 732   | 33,95  | 5  | 1 |  |  |
|                |                 |                |       |        |    |   |  |  |
| Inscrits       | Inscrits        | Inscrits       | 4 046 | 100,00 |    |   |  |  |
| Abstentions    | Abstentions     | Abstentions    | 1 705 | 42,14  |    |   |  |  |
| Votants        | Votants         | Votants        | 2 341 | 57,86  |    |   |  |  |
| Blancs et nuls | Blancs et nuls  | Blancs et nuls | 185   | 7,90   |    |   |  |  |
| Exprimés       | Exprimés        | Exprimés       | 2 156 | 92,10  |    |   |  |  |

### Magny-les-Hameaux
- Maire sortant : Bertrand Houillon (PS)
- 29 sièges à pourvoir au conseil municipal (population légale 2011 : 9 100 habitants)
- 3 sièges à pourvoir au conseil communautaire (CA Saint-Quentin-en-Yvelines)

|                          | Bertrand Houillon * | PS-PCF-EELV    | 2 477 | 58,26  | 23 | 2 |  |  |
|                          | Aurore Bergé        | UMP-UDI        | 1 774 | 41,73  | 6  | 1 |  |  |
|                          |                     |                |       |        |    |   |  |  |
| Inscrits                 | Inscrits            | Inscrits       | 6 644 | 100,00 |    |   |  |  |
| Abstentions              | Abstentions         | Abstentions    | 2 250 | 33,87  |    |   |  |  |
| Votants                  | Votants             | Votants        | 4 394 | 66,13  |    |   |  |  |
| Blancs et nuls           | Blancs et nuls      | Blancs et nuls | 143   | 3,25   |    |   |  |  |
| Exprimés                 | Exprimés            | Exprimés       | 4 251 | 96,75  |    |   |  |  |
| * Liste du maire sortant |                     |                |       |        |    |   |  |  |

### Maisons-Laffitte
- Maire sortant : Jacques Myard (UMP)
- 35 sièges à pourvoir au conseil municipal (population légale 2011 : 23 125 habitants)
- 12 sièges à pourvoir au conseil communautaire (Communauté de communes Maisons-Mesnil)

|                          | Jacques Myard * | UMP-UDI        | 4 882  | 51,13  | 27 | 9 |  |  |
|                          | Joël Desjardins | DVD            | 2 951  | 30,90  | 5  | 2 |  |  |
|                          | Marie Bamps     | PS             | 1 715  | 17,96  | 3  | 1 |  |  |
|                          |                 |                |        |        |    |   |  |  |
| Inscrits                 | Inscrits        | Inscrits       | 16 764 | 100,00 |    |   |  |  |
| Abstentions              | Abstentions     | Abstentions    | 6 996  | 41,73  |    |   |  |  |
| Votants                  | Votants         | Votants        | 9 768  | 58,27  |    |   |  |  |
| Blancs et nuls           | Blancs et nuls  | Blancs et nuls | 220    | 2,25   |    |   |  |  |
| Exprimés                 | Exprimés        | Exprimés       | 9 548  | 97,75  |    |   |  |  |
| * Liste du maire sortant |                 |                |        |        |    |   |  |  |

### Mantes-la-Jolie
- Maire sortant : Michel Vialay (UMP)
- 43 sièges à pourvoir au conseil municipal (population légale 2011 : 42 727 habitants)
- 27 sièges à pourvoir au conseil communautaire (CU Grand Paris Seine et Oise)

| Tête de liste            | Tête de liste   | Liste          | Premier tour | Premier tour | Second tour | Second tour | Sièges | Sièges |
| Tête de liste            | Tête de liste   | Liste          | Voix         | %            | Voix        | %           | CM     | CC     |
| ------------------------ | --------------- | -------------- | ------------ | ------------ | ----------- | ----------- | ------ | ------ |
|                          | Michel Vialay * | UMP-UDI        | 4 627        | 49,66        | 5 522       | 59,40       | 35     | 22     |
|                          | Rama Sall       | PS             | 1 325        | 14,22        | 2 258       | 24,29       | 5      | 3      |
|                          | Joël Mariojouls | DVG            | 996          | 10,69        | 1 516       | 16,30       | 3      | 2      |
|                          | Jean Begue      | SE             | 916          | 9,83         |             |             |        |        |
|                          | Éric Marechal   | DVD            | 717          | 7,69         |             |             |        |        |
|                          | Marc Jammet     | DVG            | 496          | 5,32         |             |             |        |        |
|                          | Thierry Gonnot  | EXG            | 239          | 2,56         |             |             |        |        |
|                          |                 |                |              |              |             |             |        |        |
| Inscrits                 | Inscrits        | Inscrits       | 21 828       | 100,00       | 21 830      | 100,00      |        |        |
| Abstentions              | Abstentions     | Abstentions    | 11 906       | 54,54        | 11 831      | 54,20       |        |        |
| Votants                  | Votants         | Votants        | 9 922        | 45,46        | 9 999       | 45,80       |        |        |
| Blancs et nuls           | Blancs et nuls  | Blancs et nuls | 606          | 6,11         | 703         | 7,03        |        |        |
| Exprimés                 | Exprimés        | Exprimés       | 9 316        | 93,89        | 9 296       | 92,97       |        |        |
| * Liste du maire sortant |                 |                |              |              |             |             |        |        |

### Mantes-la-Ville
- Maire sortant : Monique Brochot (PS)
- 33 sièges à pourvoir au conseil municipal (population légale 2011 : 19 839 habitants)
- 12 sièges à pourvoir au conseil communautaire (CU Grand Paris Seine et Oise)

| Tête de liste            | Tête de liste            | Liste          | Premier tour | Premier tour | Second tour | Second tour | Sièges | Sièges |
| Tête de liste            | Tête de liste            | Liste          | Voix         | %            | Voix        | %           | CM     | CC     |
| ------------------------ | ------------------------ | -------------- | ------------ | ------------ | ----------- | ----------- | ------ | ------ |
|                          | Cyril Nauth              | FN             | 1 266        | 21,65        | 2 027       | 30,26       | 22     | 8      |
|                          | Annette Peulvast-bergeal | DVG            | 1 178        | 20,15        | 1 895       | 28,29       | 4      | 2      |
|                          | Monique Brochot *        | PS             | 1 146        | 19,60        | 1 966       | 29,35       | 5      | 2      |
|                          | Fabrice Andreella        | DVD            | 971          | 16,61        |             |             |        |        |
|                          | Éric Visintainer         | DVD            | 669          | 11,44        | 810         | 12,09       | 2      |        |
|                          | Bénédicte Bauret         | FG             | 615          | 10,52        |             |             |        |        |
|                          |                          |                |              |              |             |             |        |        |
| Inscrits                 | Inscrits                 | Inscrits       | 12 023       | 100,00       | 12 023      | 100,00      |        |        |
| Abstentions              | Abstentions              | Abstentions    | 5 997        | 49,88        | 5 122       | 42,60       |        |        |
| Votants                  | Votants                  | Votants        | 6 026        | 50,12        | 6 901       | 57,40       |        |        |
| Blancs et nuls           | Blancs et nuls           | Blancs et nuls | 181          | 3,00         | 203         | 2,94        |        |        |
| Exprimés                 | Exprimés                 | Exprimés       | 5 845        | 97,00        | 6 698       | 97,06       |        |        |
| * Liste du maire sortant |                          |                |              |              |             |             |        |        |

### Marly-le-Roi
- Maire sortant : Jean-Yves Perrot (UMP)
- 33 sièges à pourvoir au conseil municipal (population légale 2011 : 16 645 habitants)
- 6 sièges à pourvoir au conseil communautaire (CA Saint Germain Boucles de Seine)

|                          | Jean-Yves Perrot * | UMP-UDI        | 5 068  | 73,25  | 29 | 5 |  |  |
|                          | Jacques Chesnais   | PS-PCF-EELV    | 1 850  | 26,74  | 4  | 1 |  |  |
|                          |                    |                |        |        |    |   |  |  |
| Inscrits                 | Inscrits           | Inscrits       | 12 092 | 100,00 |    |   |  |  |
| Abstentions              | Abstentions        | Abstentions    | 4 937  | 40,83  |    |   |  |  |
| Votants                  | Votants            | Votants        | 7 155  | 59,17  |    |   |  |  |
| Blancs et nuls           | Blancs et nuls     | Blancs et nuls | 237    | 3,31   |    |   |  |  |
| Exprimés                 | Exprimés           | Exprimés       | 6 918  | 96,69  |    |   |  |  |
| * Liste du maire sortant |                    |                |        |        |    |   |  |  |

### Maule
- Maire sortant : Laurent Richard (UMP)
- 29 sièges à pourvoir au conseil municipal (population légale 2011 : 5 764 habitants)
- 5 sièges à pourvoir au conseil communautaire (CC Gally Mauldre)

|                          | Laurent Richard * | UMP-UDI        | 1 772 | 75,50  | 26 | 5 |  |  |
|                          | Sylvain Mayer     | DVG            | 575   | 24,49  | 3  |   |  |  |
|                          |                   |                |       |        |    |   |  |  |
| Inscrits                 | Inscrits          | Inscrits       | 4 373 | 100,00 |    |   |  |  |
| Abstentions              | Abstentions       | Abstentions    | 1 885 | 43,11  |    |   |  |  |
| Votants                  | Votants           | Votants        | 2 488 | 56,89  |    |   |  |  |
| Blancs et nuls           | Blancs et nuls    | Blancs et nuls | 141   | 5,67   |    |   |  |  |
| Exprimés                 | Exprimés          | Exprimés       | 2 347 | 94,33  |    |   |  |  |
| * Liste du maire sortant |                   |                |       |        |    |   |  |  |

### Maurepas
- Maire sortant : Georges Mougeot (DVG)
- 33 sièges à pourvoir au conseil municipal (population légale 2011 : 18 928 habitants)
- 14 sièges à pourvoir au conseil communautaire (CA Saint-Quentin-en-Yvelines)

| Tête de liste  | Tête de liste      | Liste          | Premier tour | Premier tour | Second tour | Second tour | Sièges | Sièges |
| Tête de liste  | Tête de liste      | Liste          | Voix         | %            | Voix        | %           | CM     | CC     |
| -------------- | ------------------ | -------------- | ------------ | ------------ | ----------- | ----------- | ------ | ------ |
|                | Grégory Garestier  | DVD            | 1 880        | 24,32        | 3 917       | 49,23       | 25     | 10     |
|                | Michel Chappat     | DVG            | 1 653        | 21,38        | 2 977       | 37,42       | 6      | 3      |
|                | Pierre Le Guerinel | DVD            | 1 234        | 15,96        |             |             |        |        |
|                | Michel Haye        | SE             | 1 186        | 15,34        |             |             |        |        |
|                | Ismaïla Wane       | PS-PCF-EELV    | 780          | 10,09        | 1 061       | 13,33       | 2      | 1      |
|                | Jean Sindou-faurie | SE             | 716          | 9,26         |             |             |        |        |
|                | Clément Troux      | FG             | 280          | 3,62         |             |             |        |        |
|                |                    |                |              |              |             |             |        |        |
| Inscrits       | Inscrits           | Inscrits       | 14 135       | 100,00       | 14 133      | 100,00      |        |        |
| Abstentions    | Abstentions        | Abstentions    | 6 205        | 43,90        | 6 004       | 42,48       |        |        |
| Votants        | Votants            | Votants        | 7 930        | 56,10        | 8 129       | 57,52       |        |        |
| Blancs et nuls | Blancs et nuls     | Blancs et nuls | 201          | 2,53         | 174         | 2,14        |        |        |
| Exprimés       | Exprimés           | Exprimés       | 7 729        | 97,47        | 7 955       | 97,86       |        |        |

### Meulan-en-Yvelines
- Maire sortant : Guy Poirier (PS)
- 29 sièges à pourvoir au conseil municipal (population légale 2011 : 8 921 habitants)
- 4 sièges à pourvoir au conseil communautaire (CU Grand Paris Seine et Oise)

| Tête de liste            | Tête de liste           | Liste          | Premier tour | Premier tour | Second tour | Second tour | Sièges | Sièges |
| Tête de liste            | Tête de liste           | Liste          | Voix         | %            | Voix        | %           | CM     | CC     |
| ------------------------ | ----------------------- | -------------- | ------------ | ------------ | ----------- | ----------- | ------ | ------ |
|                          | Guy Poirier *           | DVG            | 1 176        | 40,62        | 1 328       | 42,72       | 6      | 1      |
|                          | Cécile Zammit-Popescu   | DVD            | 1 138        | 39,30        | 1 440       | 46,33       | 22     | 3      |
|                          | Emmanuel Norbert-Couade | FN             | 581          | 20,06        | 340         | 10,93       | 1      |        |
|                          |                         |                |              |              |             |             |        |        |
| Inscrits                 | Inscrits                | Inscrits       | 5 556        | 100,00       | 5 556       | 100,00      |        |        |
| Abstentions              | Abstentions             | Abstentions    | 2 580        | 46,44        | 2 406       | 43,30       |        |        |
| Votants                  | Votants                 | Votants        | 2 976        | 53,56        | 3 150       | 56,70       |        |        |
| Blancs et nuls           | Blancs et nuls          | Blancs et nuls | 81           | 2,72         | 42          | 1,33        |        |        |
| Exprimés                 | Exprimés                | Exprimés       | 2 895        | 97,28        | 3 108       | 98,67       |        |        |
| * Liste du maire sortant |                         |                |              |              |             |             |        |        |

### Montesson
- Maire sortant : Jean-François Bel (UMP)
- 33 sièges à pourvoir au conseil municipal (population légale 2011 : 15 270 habitants)
- 7 sièges à pourvoir au conseil communautaire (CA Saint Germain Boucles de Seine)

|                          | Jean-François Bel * | UMP-UDI        | 3 937  | 70,44  | 29 | 7 |  |  |
|                          | Sylvain Thialon     | DVG            | 1 274  | 22,79  | 3  |   |  |  |
|                          | Jean-Pierre Cret    | FG             | 378    | 6,76   | 1  |   |  |  |
|                          |                     |                |        |        |    |   |  |  |
| Inscrits                 | Inscrits            | Inscrits       | 10 413 | 100,00 |    |   |  |  |
| Abstentions              | Abstentions         | Abstentions    | 4 641  | 44,57  |    |   |  |  |
| Votants                  | Votants             | Votants        | 5 772  | 55,43  |    |   |  |  |
| Blancs et nuls           | Blancs et nuls      | Blancs et nuls | 183    | 3,17   |    |   |  |  |
| Exprimés                 | Exprimés            | Exprimés       | 5 589  | 96,83  |    |   |  |  |
| * Liste du maire sortant |                     |                |        |        |    |   |  |  |

### Montigny-le-Bretonneux
- Maire sortant : Michel Laugier (MoDem)
- 39 sièges à pourvoir au conseil municipal (population légale 2011 : 33 567 habitants)
- 11 sièges à pourvoir au conseil communautaire (CA Saint-Quentin-en-Yvelines)

|                          | Michel Laugier * | DVD            | 8 418  | 62,78  | 33 | 10 |  |  |
|                          | Vivien Gasq      | PS-PCF-EELV    | 3 733  | 27,84  | 5  | 1  |  |  |
|                          | Sylvain Grison   | FN             | 1 257  | 9,37   | 1  |    |  |  |
|                          |                  |                |        |        |    |    |  |  |
| Inscrits                 | Inscrits         | Inscrits       | 24 506 | 100,00 |    |    |  |  |
| Abstentions              | Abstentions      | Abstentions    | 10 764 | 43,92  |    |    |  |  |
| Votants                  | Votants          | Votants        | 13 742 | 56,08  |    |    |  |  |
| Blancs et nuls           | Blancs et nuls   | Blancs et nuls | 334    | 2,43   |    |    |  |  |
| Exprimés                 | Exprimés         | Exprimés       | 13 408 | 97,57  |    |    |  |  |
| * Liste du maire sortant |                  |                |        |        |    |    |  |  |

### Noisy-le-Roi
- Maire sortant : Michel Colin (UMP)
- 29 sièges à pourvoir au conseil municipal (population légale 2011 : 7 765 habitants)
- 2 sièges à pourvoir au conseil communautaire (CA Versailles Grand Parc)

| Tête de liste  | Tête de liste   | Liste          | Premier tour | Premier tour | Second tour | Second tour | Sièges | Sièges |
| Tête de liste  | Tête de liste   | Liste          | Voix         | %            | Voix        | %           | CM     | CC     |
| -------------- | --------------- | -------------- | ------------ | ------------ | ----------- | ----------- | ------ | ------ |
|                | Marc Tourelle   | UDI            | 1 393        | 37,30        | 1 794       | 47,31       | 22     | 2      |
|                | Erwan Toullec   | DVD            | 1 369        | 36,66        | 1 639       | 43,22       | 6      |        |
|                | Orso Chetochine | DVD            | 588          | 15,74        |             |             |        |        |
|                | Géraldine Leger | PS             | 384          | 10,28        | 359         | 9,46        | 1      |        |
|                |                 |                |              |              |             |             |        |        |
| Inscrits       | Inscrits        | Inscrits       | 6 274        | 100,00       | 6 276       | 100,00      |        |        |
| Abstentions    | Abstentions     | Abstentions    | 2 469        | 39,35        | 2 408       | 38,37       |        |        |
| Votants        | Votants         | Votants        | 3 805        | 60,65        | 3 868       | 61,63       |        |        |
| Blancs et nuls | Blancs et nuls  | Blancs et nuls | 71           | 1,87         | 76          | 1,96        |        |        |
| Exprimés       | Exprimés        | Exprimés       | 3 734        | 98,13        | 3 792       | 98,04       |        |        |

### Orgeval
- Maire sortant : Yannick Tasset (UMP)
- 29 sièges à pourvoir au conseil municipal (population légale 2011 : 5 919 habitants)
- 4 sièges à pourvoir au conseil communautaire (CU Grand Paris Seine et Oise)

| Tête de liste            | Tête de liste    | Liste          | Premier tour | Premier tour | Second tour | Second tour | Sièges | Sièges |
| Tête de liste            | Tête de liste    | Liste          | Voix         | %            | Voix        | %           | CM     | CC     |
| ------------------------ | ---------------- | -------------- | ------------ | ------------ | ----------- | ----------- | ------ | ------ |
|                          | Yannick Tasset * | UMP-UDI        | 1 015        | 40,74        | 1 046       | 41,14       | 21     | 3      |
|                          | Frank Boehly     | DVD            | 757          | 30,38        | 803         | 31,58       | 4      | 1      |
|                          | Éliane Marchal   | SE             | 719          | 28,86        | 693         | 27,26       | 4      |        |
|                          |                  |                |              |              |             |             |        |        |
| Inscrits                 | Inscrits         | Inscrits       | 4 387        | 100,00       | 4 387       | 100,00      |        |        |
| Abstentions              | Abstentions      | Abstentions    | 1 825        | 41,60        | 1 798       | 40,98       |        |        |
| Votants                  | Votants          | Votants        | 2 562        | 58,40        | 2 589       | 59,02       |        |        |
| Blancs et nuls           | Blancs et nuls   | Blancs et nuls | 71           | 2,77         | 47          | 1,82        |        |        |
| Exprimés                 | Exprimés         | Exprimés       | 2 491        | 97,23        | 2 542       | 98,18       |        |        |
| * Liste du maire sortant |                  |                |              |              |             |             |        |        |

### Plaisir
- Maire sortant : Joséphine Kollmannsberger (UMP)
- 39 sièges à pourvoir au conseil municipal (population légale 2011 : 31 074 habitants)
- 14 sièges à pourvoir au conseil communautaire (CA Saint-Quentin-en-Yvelines)

|                          | Joséphine Kollmannsberger * | UMP-UDI        | 5 858  | 58,27  | 32 | 12 |  |  |
|                          | Bernard Ansart              | PS-MoDem-EELV  | 2 516  | 25,02  | 5  | 2  |  |  |
|                          | Aleksandar Nikolic          | FN             | 930    | 9,25   | 1  |    |  |  |
|                          | Djamel Niati                | FG             | 749    | 7,45   | 1  |    |  |  |
|                          |                             |                |        |        |    |    |  |  |
| Inscrits                 | Inscrits                    | Inscrits       | 19 030 | 100,00 |    |    |  |  |
| Abstentions              | Abstentions                 | Abstentions    | 8 672  | 45,57  |    |    |  |  |
| Votants                  | Votants                     | Votants        | 10 358 | 54,43  |    |    |  |  |
| Blancs et nuls           | Blancs et nuls              | Blancs et nuls | 305    | 2,94   |    |    |  |  |
| Exprimés                 | Exprimés                    | Exprimés       | 10 053 | 97,06  |    |    |  |  |
| * Liste du maire sortant |                             |                |        |        |    |    |  |  |

### Poissy
- Maire sortant : Frédérik Bernard (PS)
- 39 sièges à pourvoir au conseil municipal (population légale 2011 : 37 662 habitants)
- 17 sièges à pourvoir au conseil communautaire (CU Grand Paris Seine et Oise)

|                          | Karl Olive          | UMP-UDI        | 7 913  | 62,42  | 32 | 15 |  |  |
|                          | Frédérik Bernard *  | PS-PCF         | 3 149  | 24,84  | 5  | 2  |  |  |
|                          | Jean-Paul Hedrich   | DVG            | 1 252  | 9,87   | 2  |    |  |  |
|                          | Jean-Claude Bacquet | EXG            | 361    | 2,84   |    |    |  |  |
|                          |                     |                |        |        |    |    |  |  |
| Inscrits                 | Inscrits            | Inscrits       | 22 365 | 100,00 |    |    |  |  |
| Abstentions              | Abstentions         | Abstentions    | 9 214  | 41,20  |    |    |  |  |
| Votants                  | Votants             | Votants        | 13 151 | 58,80  |    |    |  |  |
| Blancs et nuls           | Blancs et nuls      | Blancs et nuls | 476    | 3,62   |    |    |  |  |
| Exprimés                 | Exprimés            | Exprimés       | 12 675 | 96,38  |    |    |  |  |
| * Liste du maire sortant |                     |                |        |        |    |    |  |  |

### Rambouillet
- Maire sortant : Gérard Larcher (UMP)
- 35 sièges à pourvoir au conseil municipal (population légale 2011 : 25 860 habitants)
- 18 sièges à pourvoir au conseil communautaire (CA Rambouillet Territoires)

| Tête de liste  | Tête de liste      | Liste          | Premier tour | Premier tour | Second tour | Second tour | Sièges | Sièges |
| Tête de liste  | Tête de liste      | Liste          | Voix         | %            | Voix        | %           | CM     | CC     |
| -------------- | ------------------ | -------------- | ------------ | ------------ | ----------- | ----------- | ------ | ------ |
|                | Marc Robert        | UMP-UDI        | 4 540        | 42,06        | 4 994       | 46,55       | 26     | 13     |
|                | Jean-Luc Trotignon | DVG            | 1 873        | 17,35        | 2 022       | 18,84       | 3      | 2      |
|                | Grégoire Leclercq  | DVD            | 1 495        | 13,85        | 1 418       | 13,21       | 2      | 1      |
|                | Philippe Chevrier  | FN             | 1 282        | 11,87        | 1 119       | 10,43       | 2      | 1      |
|                | David Jutier       | EELV           | 1 110        | 10,28        | 1 175       | 10,95       | 2      | 1      |
|                | Catherine Drouin   | FG             | 493          | 4,56         |             |             |        |        |
|                |                    |                |              |              |             |             |        |        |
| Inscrits       | Inscrits           | Inscrits       | 18 065       | 100,00       | 17 890      | 100,00      |        |        |
| Abstentions    | Abstentions        | Abstentions    | 7 032        | 38,93        | 6 943       | 38,81       |        |        |
| Votants        | Votants            | Votants        | 11 033       | 61,07        | 10 947      | 61,19       |        |        |
| Blancs et nuls | Blancs et nuls     | Blancs et nuls | 240          | 2,18         | 219         | 2,00        |        |        |
| Exprimés       | Exprimés           | Exprimés       | 10 793       | 97,82        | 10 728      | 98,00       |        |        |

### Rosny-sur-Seine
- Maire sortant : Valérie Gargani (PS)
- 29 sièges à pourvoir au conseil municipal (population légale 2011 : 5 614 habitants)
- 4 sièges à pourvoir au conseil communautaire (CU Grand Paris Seine et Oise)

|                          | Michel Guillamaud | DVD            | 1 360 | 56,47  | 23 | 3 |  |  |
|                          | Valérie Gargani * | DVG            | 1 048 | 43,52  | 6  | 1 |  |  |
|                          |                   |                |       |        |    |   |  |  |
| Inscrits                 | Inscrits          | Inscrits       | 3 821 | 100,00 |    |   |  |  |
| Abstentions              | Abstentions       | Abstentions    | 1 329 | 34,78  |    |   |  |  |
| Votants                  | Votants           | Votants        | 2 492 | 65,22  |    |   |  |  |
| Blancs et nuls           | Blancs et nuls    | Blancs et nuls | 84    | 3,37   |    |   |  |  |
| Exprimés                 | Exprimés          | Exprimés       | 2 408 | 96,63  |    |   |  |  |
| * Liste du maire sortant |                   |                |       |        |    |   |  |  |

### Saint-Arnoult-en-Yvelines
- Maire sortant : Jean-Claude Husson (PS)
- 29 sièges à pourvoir au conseil municipal (population légale 2011 : 6 154 habitants)
- 4 sièges à pourvoir au conseil communautaire (CA Rambouillet Territoires)

| Tête de liste            | Tête de liste        | Liste          | Premier tour | Premier tour | Second tour | Second tour | Sièges | Sièges |
| Tête de liste            | Tête de liste        | Liste          | Voix         | %            | Voix        | %           | CM     | CC     |
| ------------------------ | -------------------- | -------------- | ------------ | ------------ | ----------- | ----------- | ------ | ------ |
|                          | Jean-Claude Husson * | PS             | 1 184        | 42,21        | 1 552       | 53,77       | 23     | 3      |
|                          | Christian Hillairet  | DVD            | 737          | 26,27        | 1 334       | 46,22       | 6      | 1      |
|                          | Sabine Denizot       | DVD            | 523          | 18,64        |             |             |        |        |
|                          | Bertrand Jeantet     | DVD            | 361          | 12,86        |             |             |        |        |
|                          |                      |                |              |              |             |             |        |        |
| Inscrits                 | Inscrits             | Inscrits       | 4 391        | 100,00       | 4 391       | 100,00      |        |        |
| Abstentions              | Abstentions          | Abstentions    | 1 497        | 34,09        | 1 401       | 31,91       |        |        |
| Votants                  | Votants              | Votants        | 2 894        | 65,91        | 2 990       | 68,09       |        |        |
| Blancs et nuls           | Blancs et nuls       | Blancs et nuls | 89           | 3,08         | 104         | 3,48        |        |        |
| Exprimés                 | Exprimés             | Exprimés       | 2 805        | 96,92        | 2 886       | 96,52       |        |        |
| * Liste du maire sortant |                      |                |              |              |             |             |        |        |

### Saint-Cyr-l'École
- Maire sortant : Bernard Debain (UMP)
- 33 sièges à pourvoir au conseil municipal (population légale 2011 : 17 655 habitants)
- 4 sièges à pourvoir au conseil communautaire (CA Versailles Grand Parc)

| Tête de liste            | Tête de liste        | Liste          | Premier tour | Premier tour | Second tour | Second tour | Sièges | Sièges |
| Tête de liste            | Tête de liste        | Liste          | Voix         | %            | Voix        | %           | CM     | CC     |
| ------------------------ | -------------------- | -------------- | ------------ | ------------ | ----------- | ----------- | ------ | ------ |
|                          | Bernard Debain *     | UMP-UDI        | 2 465        | 41,63        | 2 862       | 48,55       | 25     | 3      |
|                          | Daniel Guerson       | DVG            | 1 414        | 23,88        | 2 008       | 34,06       | 5      | 1      |
|                          | Gaëtane Desjardins   | SE             | 928          | 15,67        | 1 024       | 17,37       | 3      |        |
|                          | Étienne Erasimus     | DVD            | 585          | 9,88         |             |             |        |        |
|                          | Jean-Yves Maximilien | PCF            | 528          | 8,91         |             |             |        |        |
|                          |                      |                |              |              |             |             |        |        |
| Inscrits                 | Inscrits             | Inscrits       | 10 838       | 100,00       | 10 838      | 100,00      |        |        |
| Abstentions              | Abstentions          | Abstentions    | 4 745        | 43,78        | 4 763       | 43,95       |        |        |
| Votants                  | Votants              | Votants        | 6 093        | 56,22        | 6 075       | 56,05       |        |        |
| Blancs et nuls           | Blancs et nuls       | Blancs et nuls | 173          | 2,84         | 181         | 2,98        |        |        |
| Exprimés                 | Exprimés             | Exprimés       | 5 920        | 97,16        | 5 894       | 97,02       |        |        |
| * Liste du maire sortant |                      |                |              |              |             |             |        |        |

### Saint-Germain-en-Laye
- Maire sortant : Emmanuel Lamy (UMP)
- 43 sièges à pourvoir au conseil municipal (population légale 2011 : 40 653 habitants)
- 12 sièges à pourvoir au conseil communautaire (CA Saint Germain Boucles de Seine)

|                          | Emmanuel Lamy * | UMP-UDI        | 7 435  | 54,38  | 34 | 10 |  |  |
|                          | Anne Gommier    | DVD            | 2 736  | 20,01  | 4  | 1  |  |  |
|                          | Pascal Leveque  | PS-PCF-EELV    | 2 163  | 15,82  | 3  | 1  |  |  |
|                          | Didier Rouxel   | FN             | 1 337  | 9,77   | 2  |    |  |  |
|                          |                 |                |        |        |    |    |  |  |
| Inscrits                 | Inscrits        | Inscrits       | 27 747 | 100,00 |    |    |  |  |
| Abstentions              | Abstentions     | Abstentions    | 13 764 | 49,61  |    |    |  |  |
| Votants                  | Votants         | Votants        | 13 983 | 50,39  |    |    |  |  |
| Blancs et nuls           | Blancs et nuls  | Blancs et nuls | 312    | 2,23   |    |    |  |  |
| Exprimés                 | Exprimés        | Exprimés       | 13 671 | 97,77  |    |    |  |  |
| * Liste du maire sortant |                 |                |        |        |    |    |  |  |

### Saint-Nom-la-Bretèche
- Maire sortant : Manuelle Wajsblat (UMP)
- 29 sièges à pourvoir au conseil municipal (population légale 2011 : 5 164 habitants)
- 5 sièges à pourvoir au conseil communautaire (CC Gally Mauldre)

| Tête de liste            | Tête de liste       | Liste          | Premier tour | Premier tour | Second tour | Second tour | Sièges | Sièges |
| Tête de liste            | Tête de liste       | Liste          | Voix         | %            | Voix        | %           | CM     | CC     |
| ------------------------ | ------------------- | -------------- | ------------ | ------------ | ----------- | ----------- | ------ | ------ |
|                          | Gilles Studnia      | DVD            | 1 254        | 49,44        | 1 439       | 56,63       | 24     | 4      |
|                          | Manuelle Wajsblat * | DVD            | 718          | 28,31        | 789         | 31,05       | 4      | 1      |
|                          | Jean-Marie Chazal   | DVD            | 385          | 15,18        | 313         | 12,31       | 1      |        |
|                          | Philippe Boidin     | SE             | 179          | 7,05         |             |             |        |        |
|                          |                     |                |              |              |             |             |        |        |
| Inscrits                 | Inscrits            | Inscrits       | 4 076        | 100,00       | 4 075       | 100,00      |        |        |
| Abstentions              | Abstentions         | Abstentions    | 1 483        | 36,38        | 1 498       | 36,76       |        |        |
| Votants                  | Votants             | Votants        | 2 593        | 63,62        | 2 577       | 63,24       |        |        |
| Blancs et nuls           | Blancs et nuls      | Blancs et nuls | 57           | 2,20         | 36          | 1,40        |        |        |
| Exprimés                 | Exprimés            | Exprimés       | 2 536        | 97,80        | 2 541       | 98,60       |        |        |
| * Liste du maire sortant |                     |                |              |              |             |             |        |        |

### Saint-Rémy-lès-Chevreuse
- Maire sortant : Guy Sautière (UMP)
- 29 sièges à pourvoir au conseil municipal (population légale 2011 : 7 826 habitants)
- 7 sièges à pourvoir au conseil communautaire (CC de la Haute Vallée de Chevreuse)

| Tête de liste  | Tête de liste    | Liste          | Premier tour | Premier tour | Second tour | Second tour | Sièges | Sièges |
| Tête de liste  | Tête de liste    | Liste          | Voix         | %            | Voix        | %           | CM     | CC     |
| -------------- | ---------------- | -------------- | ------------ | ------------ | ----------- | ----------- | ------ | ------ |
|                | Agathe Becker    | DVD            | 1 586        | 44,06        | 1 900       | 51,37       | 23     | 6      |
|                | Dominique Bavoil | UMP-UDI        | 1 085        | 30,14        | 947         | 25,60       | 3      | 1      |
|                | Laurent Gallois  | SE             | 928          | 25,78        | 851         | 23,01       | 3      |        |
|                |                  |                |              |              |             |             |        |        |
| Inscrits       | Inscrits         | Inscrits       | 5 939        | 100,00       | 5 940       | 100,00      |        |        |
| Abstentions    | Abstentions      | Abstentions    | 2 231        | 37,57        | 2 174       | 36,60       |        |        |
| Votants        | Votants          | Votants        | 3 708        | 62,43        | 3 766       | 63,40       |        |        |
| Blancs et nuls | Blancs et nuls   | Blancs et nuls | 109          | 2,94         | 68          | 1,81        |        |        |
| Exprimés       | Exprimés         | Exprimés       | 3 599        | 97,06        | 3 698       | 98,19       |        |        |

### Sartrouville
- Maire sortant : Pierre Fond (UMP)
- 45 sièges à pourvoir au conseil municipal (population légale 2011 : 51 431 habitants)
- 17 sièges à pourvoir au conseil communautaire (CA Saint Germain Boucles de Seine)

|                          | Pierre Fond *            | UMP-UDI        | 10 754 | 71,96  | 39 | 16 |  |  |
|                          | Michèle Vitrac-Pouzoulet | PS-PCF-EELV    | 2 791  | 18,67  | 4  | 1  |  |  |
|                          | Roger Audroin            | FG             | 1 399  | 9,36   | 2  |    |  |  |
|                          |                          |                |        |        |    |    |  |  |
| Inscrits                 | Inscrits                 | Inscrits       | 29 921 | 100,00 |    |    |  |  |
| Abstentions              | Abstentions              | Abstentions    | 14 528 | 48,55  |    |    |  |  |
| Votants                  | Votants                  | Votants        | 15 393 | 51,45  |    |    |  |  |
| Blancs et nuls           | Blancs et nuls           | Blancs et nuls | 449    | 2,92   |    |    |  |  |
| Exprimés                 | Exprimés                 | Exprimés       | 14 944 | 97,08  |    |    |  |  |
| * Liste du maire sortant |                          |                |        |        |    |    |  |  |

### Trappes
- Maire sortant : Guy Malandain (PS)
- 35 sièges à pourvoir au conseil municipal (population légale 2011 : 29 563 habitants)
- 10 sièges à pourvoir au conseil communautaire (CA Saint-Quentin-en-Yvelines)

| Tête de liste            | Tête de liste    | Liste          | Premier tour | Premier tour | Second tour | Second tour | Sièges | Sièges |
| Tête de liste            | Tête de liste    | Liste          | Voix         | %            | Voix        | %           | CM     | CC     |
| ------------------------ | ---------------- | -------------- | ------------ | ------------ | ----------- | ----------- | ------ | ------ |
|                          | Guy Malandain *  | PS             | 2 777        | 47,40        | 2 959       | 50,96       | 27     | 8      |
|                          | Othman Nasrou    | DVD            | 1 068        | 18,23        | 1 773       | 30,53       | 5      | 1      |
|                          | Luc Miserey      | PCF            | 964          | 16,45        | 1 074       | 18,49       | 3      | 1      |
|                          | Mohamed Kamli    | DVG            | 567          | 9,67         |             |             |        |        |
|                          | Slimane Bousanna | SE             | 482          | 8,22         |             |             |        |        |
|                          |                  |                |              |              |             |             |        |        |
| Inscrits                 | Inscrits         | Inscrits       | 13 590       | 100,00       | 13 588      | 100,00      |        |        |
| Abstentions              | Abstentions      | Abstentions    | 7 410        | 54,53        | 7 550       | 55,56       |        |        |
| Votants                  | Votants          | Votants        | 6 180        | 45,47        | 6 038       | 44,44       |        |        |
| Blancs et nuls           | Blancs et nuls   | Blancs et nuls | 322          | 5,21         | 232         | 3,84        |        |        |
| Exprimés                 | Exprimés         | Exprimés       | 5 858        | 94,79        | 5 806       | 96,16       |        |        |
| * Liste du maire sortant |                  |                |              |              |             |             |        |        |

### Triel-sur-Seine
- Maire sortant : Joël Mancel (UMP)
- 33 sièges à pourvoir au conseil municipal (population légale 2011 : 11 549 habitants)
- 5 sièges à pourvoir au conseil communautaire (CU Grand Paris Seine et Oise)

| Tête de liste            | Tête de liste        | Liste          | Premier tour | Premier tour | Second tour | Second tour | Sièges | Sièges |
| Tête de liste            | Tête de liste        | Liste          | Voix         | %            | Voix        | %           | CM     | CC     |
| ------------------------ | -------------------- | -------------- | ------------ | ------------ | ----------- | ----------- | ------ | ------ |
|                          | Arnaud Richard       | UMP-UDI        | 1 763        | 37,17        | 1 710       | 36,14       | 6      | 1      |
|                          | Joël Mancel *        | DVD            | 1 221        | 25,74        | 1 744       | 36,86       | 23     | 4      |
|                          | Philippe Paillet     | DVD            | 1 036        | 21,84        | 1 277       | 26,99       | 4      |        |
|                          | Frédéric Spangenberg | DVG            | 722          | 15,22        |             |             |        |        |
|                          |                      |                |              |              |             |             |        |        |
| Inscrits                 | Inscrits             | Inscrits       | 8 529        | 100,00       | 8 530       | 100,00      |        |        |
| Abstentions              | Abstentions          | Abstentions    | 3 617        | 42,41        | 3 624       | 42,49       |        |        |
| Votants                  | Votants              | Votants        | 4 912        | 57,59        | 4 906       | 57,51       |        |        |
| Blancs et nuls           | Blancs et nuls       | Blancs et nuls | 170          | 3,46         | 175         | 3,57        |        |        |
| Exprimés                 | Exprimés             | Exprimés       | 4 742        | 96,54        | 4 731       | 96,43       |        |        |
| * Liste du maire sortant |                      |                |              |              |             |             |        |        |

### Vélizy-Villacoublay
- Maire sortant : Joël Loison (UMP)
- 35 sièges à pourvoir au conseil municipal (population légale 2011 : 20 711 habitants)
- 9 sièges à pourvoir au conseil communautaire (CA Versailles Grand Parc)

| Tête de liste            | Tête de liste   | Liste          | Premier tour | Premier tour | Second tour | Second tour | Sièges | Sièges |
| Tête de liste            | Tête de liste   | Liste          | Voix         | %            | Voix        | %           | CM     | CC     |
| ------------------------ | --------------- | -------------- | ------------ | ------------ | ----------- | ----------- | ------ | ------ |
|                          | Pascal Thevenot | UMP-UDI        | 3 830        | 41,27        | 4 641       | 49,83       | 27     | 7      |
|                          | Joël Loison *   | DVD            | 2 991        | 32,23        | 3 454       | 37,08       | 6      | 2      |
|                          | Amroze Adjuward | PS             | 1 080        | 11,63        | 1 218       | 13,07       | 2      |        |
|                          | Vincent Collo   | FN             | 700          | 7,54         |             |             |        |        |
|                          | Esther Penouilh | FG             | 354          | 3,81         |             |             |        |        |
|                          | Edmond Kameni   | DVD            | 325          | 3,50         |             |             |        |        |
|                          |                 |                |              |              |             |             |        |        |
| Inscrits                 | Inscrits        | Inscrits       | 14 711       | 100,00       | 14 710      | 100,00      |        |        |
| Abstentions              | Abstentions     | Abstentions    | 5 239        | 35,61        | 5 135       | 34,91       |        |        |
| Votants                  | Votants         | Votants        | 9 472        | 64,39        | 9 575       | 65,09       |        |        |
| Blancs et nuls           | Blancs et nuls  | Blancs et nuls | 192          | 2,03         | 262         | 2,74        |        |        |
| Exprimés                 | Exprimés        | Exprimés       | 9 280        | 97,97        | 9 313       | 97,26       |        |        |
| * Liste du maire sortant |                 |                |              |              |             |             |        |        |

### Verneuil-sur-Seine
- Maire sortant : Philippe Tautou (UMP)
- 33 sièges à pourvoir au conseil municipal (population légale 2011 : 15 466 habitants)
- 6 sièges à pourvoir au conseil communautaire (CU Grand Paris Seine et Oise)

|                          | Philippe Tautou *    | UMP-UDI        | 3 033  | 52,15  | 25 | 5 |  |  |
|                          | Guillaume Sebileau   | DVD            | 1 428  | 24,55  | 4  | 1 |  |  |
|                          | Michèle Christophoul | PS-PCF-EELV    | 1 354  | 23,28  | 4  |   |  |  |
|                          |                      |                |        |        |    |   |  |  |
| Inscrits                 | Inscrits             | Inscrits       | 11 022 | 100,00 |    |   |  |  |
| Abstentions              | Abstentions          | Abstentions    | 5 015  | 45,50  |    |   |  |  |
| Votants                  | Votants              | Votants        | 6 007  | 54,50  |    |   |  |  |
| Blancs et nuls           | Blancs et nuls       | Blancs et nuls | 192    | 3,20   |    |   |  |  |
| Exprimés                 | Exprimés             | Exprimés       | 5 815  | 96,80  |    |   |  |  |
| * Liste du maire sortant |                      |                |        |        |    |   |  |  |

### Vernouillet
- Maire sortant : Marie-Hélène Lopez-Jollivet (PS)
- 29 sièges à pourvoir au conseil municipal (population légale 2011 : 9 401 habitants)
- 5 sièges à pourvoir au conseil communautaire (CU Grand Paris Seine et Oise)

| Tête de liste  | Tête de liste               | Liste          | Premier tour | Premier tour | Second tour | Second tour | Sièges | Sièges |
| Tête de liste  | Tête de liste               | Liste          | Voix         | %            | Voix        | %           | CM     | CC     |
| -------------- | --------------------------- | -------------- | ------------ | ------------ | ----------- | ----------- | ------ | ------ |
|                | Pascal Collado              | DVD            | 1 332        | 36,21        | 2 231       | 57,73       | 23     | 4      |
|                | Marie-Hélène Lopez Jollivet | DVG            | 1 307        | 35,53        | 1 633       | 42,26       | 6      | 1      |
|                | Claude Ney                  | DVD            | 1 039        | 28,24        |             |             |        |        |
|                |                             |                |              |              |             |             |        |        |
| Inscrits       | Inscrits                    | Inscrits       | 6 173        | 100,00       | 6 176       | 100,00      |        |        |
| Abstentions    | Abstentions                 | Abstentions    | 2 380        | 38,55        | 2 192       | 35,49       |        |        |
| Votants        | Votants                     | Votants        | 3 793        | 61,45        | 3 984       | 64,51       |        |        |
| Blancs et nuls | Blancs et nuls              | Blancs et nuls | 115          | 3,03         | 120         | 3,01        |        |        |
| Exprimés       | Exprimés                    | Exprimés       | 3 678        | 96,97        | 3 864       | 96,99       |        |        |

### Versailles
- Maire sortant : François de Mazières (DVD)
- 53 sièges à pourvoir au conseil municipal (population légale 2011 : 86 307 habitants)
- 19 sièges à pourvoir au conseil communautaire (CA Versailles Grand Parc)

|                | François de Mazières     | DVD            | 17 045 | 55,03  | 43 | 16 |  |  |
|                | Isabelle This Saint-Jean | PS             | 4 615  | 14,90  | 4  | 1  |  |  |
|                | François Siméoni         | FN             | 3 138  | 10,13  | 2  | 1  |  |  |
|                | Benoît de Saint-Sernin   | DVD            | 3 123  | 10,08  | 2  | 1  |  |  |
|                | Fabien Bouglé            | DVD            | 2 418  | 7,80   | 2  |    |  |  |
|                | Thibaut Mathieu          | DVD            | 633    | 2,04   |    |    |  |  |
|                |                          |                |        |        |    |    |  |  |
| Inscrits       | Inscrits                 | Inscrits       | 57 583 | 100,00 |    |    |  |  |
| Abstentions    | Abstentions              | Abstentions    | 25 979 | 45,12  |    |    |  |  |
| Votants        | Votants                  | Votants        | 31 604 | 54,88  |    |    |  |  |
| Blancs et nuls | Blancs et nuls           | Blancs et nuls | 632    | 2,00   |    |    |  |  |
| Exprimés       | Exprimés                 | Exprimés       | 30 972 | 98,00  |    |    |  |  |

### Villennes-sur-Seine
- Maire sortant : François Gourdon (UMP)
- 29 sièges à pourvoir au conseil municipal (population légale 2011 : 5 103 habitants)
- 4 sièges à pourvoir au conseil communautaire (CU Grand Paris Seine et Oise)

| Tête de liste  | Tête de liste          | Liste          | Premier tour | Premier tour | Second tour | Second tour | Sièges | Sièges |
| Tête de liste  | Tête de liste          | Liste          | Voix         | %            | Voix        | %           | CM     | CC     |
| -------------- | ---------------------- | -------------- | ------------ | ------------ | ----------- | ----------- | ------ | ------ |
|                | Michel Pons            | DVD            | 915          | 36,55        | 1 344       | 55,33       | 23     | 3      |
|                | Jean-Michel Charles    | DVD            | 798          | 31,88        |             |             |        |        |
|                | Pierre-François Degand | DVD            | 790          | 31,56        | 1 085       | 44,66       | 6      | 1      |
|                |                        |                |              |              |             |             |        |        |
| Inscrits       | Inscrits               | Inscrits       | 4 202        | 100,00       | 4 203       | 100,00      |        |        |
| Abstentions    | Abstentions            | Abstentions    | 1 638        | 38,98        | 1 689       | 40,19       |        |        |
| Votants        | Votants                | Votants        | 2 564        | 61,02        | 2 514       | 59,81       |        |        |
| Blancs et nuls | Blancs et nuls         | Blancs et nuls | 61           | 2,38         | 85          | 3,38        |        |        |
| Exprimés       | Exprimés               | Exprimés       | 2 503        | 97,62        | 2 429       | 96,62       |        |        |

### Villepreux
- Maire sortant : Stéphane Mirambeau (UMP)
- 29 sièges à pourvoir au conseil municipal (population légale 2011 : 9 888 habitants)
- 6 sièges à pourvoir au conseil communautaire (CA Saint-Quentin-en-Yvelines)

|                          | Stéphane Mirambeau *     | DVD            | 2 638 | 63,29  | 24 | 5 |  |  |
|                          | Fabienne Gelgon-Bilbault | DVG            | 1 530 | 36,70  | 5  | 1 |  |  |
|                          |                          |                |       |        |    |   |  |  |
| Inscrits                 | Inscrits                 | Inscrits       | 7 338 | 100,00 |    |   |  |  |
| Abstentions              | Abstentions              | Abstentions    | 2 976 | 40,56  |    |   |  |  |
| Votants                  | Votants                  | Votants        | 4 362 | 59,44  |    |   |  |  |
| Blancs et nuls           | Blancs et nuls           | Blancs et nuls | 194   | 4,45   |    |   |  |  |
| Exprimés                 | Exprimés                 | Exprimés       | 4 168 | 95,55  |    |   |  |  |
| * Liste du maire sortant |                          |                |       |        |    |   |  |  |

### Viroflay
- Maire sortant : Olivier Lebrun (UMP)
- 33 sièges à pourvoir au conseil municipal (population légale 2011 : 15 723 habitants)
- 4 sièges à pourvoir au conseil communautaire (CA Versailles Grand Parc)

|                          | Olivier Lebrun *    | UMP-UDI        | 3 982  | 60,49  | 27 | 4 |  |  |
|                          | Julien Bouffartigue | PS             | 1 419  | 21,55  | 3  |   |  |  |
|                          | Jérôme Coquerel     | SE             | 1 181  | 17,94  | 3  |   |  |  |
|                          |                     |                |        |        |    |   |  |  |
| Inscrits                 | Inscrits            | Inscrits       | 11 629 | 100,00 |    |   |  |  |
| Abstentions              | Abstentions         | Abstentions    | 4 806  | 41,33  |    |   |  |  |
| Votants                  | Votants             | Votants        | 6 823  | 58,67  |    |   |  |  |
| Blancs et nuls           | Blancs et nuls      | Blancs et nuls | 241    | 3,53   |    |   |  |  |
| Exprimés                 | Exprimés            | Exprimés       | 6 582  | 96,47  |    |   |  |  |
| * Liste du maire sortant |                     |                |        |        |    |   |  |  |

### Voisins-le-Bretonneux
- Maire sortant : Alexis Biette (UMP)
- 33 sièges à pourvoir au conseil municipal (population légale 2011 : 11 631 habitants)
- 4 sièges à pourvoir au conseil communautaire (CA Saint-Quentin-en-Yvelines)

| Tête de liste            | Tête de liste     | Liste          | Premier tour | Premier tour | Second tour | Second tour | Sièges | Sièges |
| Tête de liste            | Tête de liste     | Liste          | Voix         | %            | Voix        | %           | CM     | CC     |
| ------------------------ | ----------------- | -------------- | ------------ | ------------ | ----------- | ----------- | ------ | ------ |
|                          | Alexis Biette *   | UMP-UDI        | 2 197        | 39,62        | 2 340       | 41,80       | 7      | 1      |
|                          | Alexandra Rosetti | DVD            | 1 578        | 28,45        | 2 355       | 42,07       | 24     | 3      |
|                          | Jean Hache        | DVG            | 1 092        | 19,69        | 902         | 16,11       | 2      |        |
|                          | Jean-Louis Tison  | DVD            | 678          | 12,22        |             |             |        |        |
|                          |                   |                |              |              |             |             |        |        |
| Inscrits                 | Inscrits          | Inscrits       | 9 778        | 100,00       | 9 778       | 100,00      |        |        |
| Abstentions              | Abstentions       | Abstentions    | 4 110        | 42,03        | 4 071       | 41,63       |        |        |
| Votants                  | Votants           | Votants        | 5 668        | 57,97        | 5 707       | 58,37       |        |        |
| Blancs et nuls           | Blancs et nuls    | Blancs et nuls | 123          | 2,17         | 110         | 1,93        |        |        |
| Exprimés                 | Exprimés          | Exprimés       | 5 545        | 97,83        | 5 597       | 98,07       |        |        |
| * Liste du maire sortant |                   |                |              |              |             |             |        |        |